# Usonia

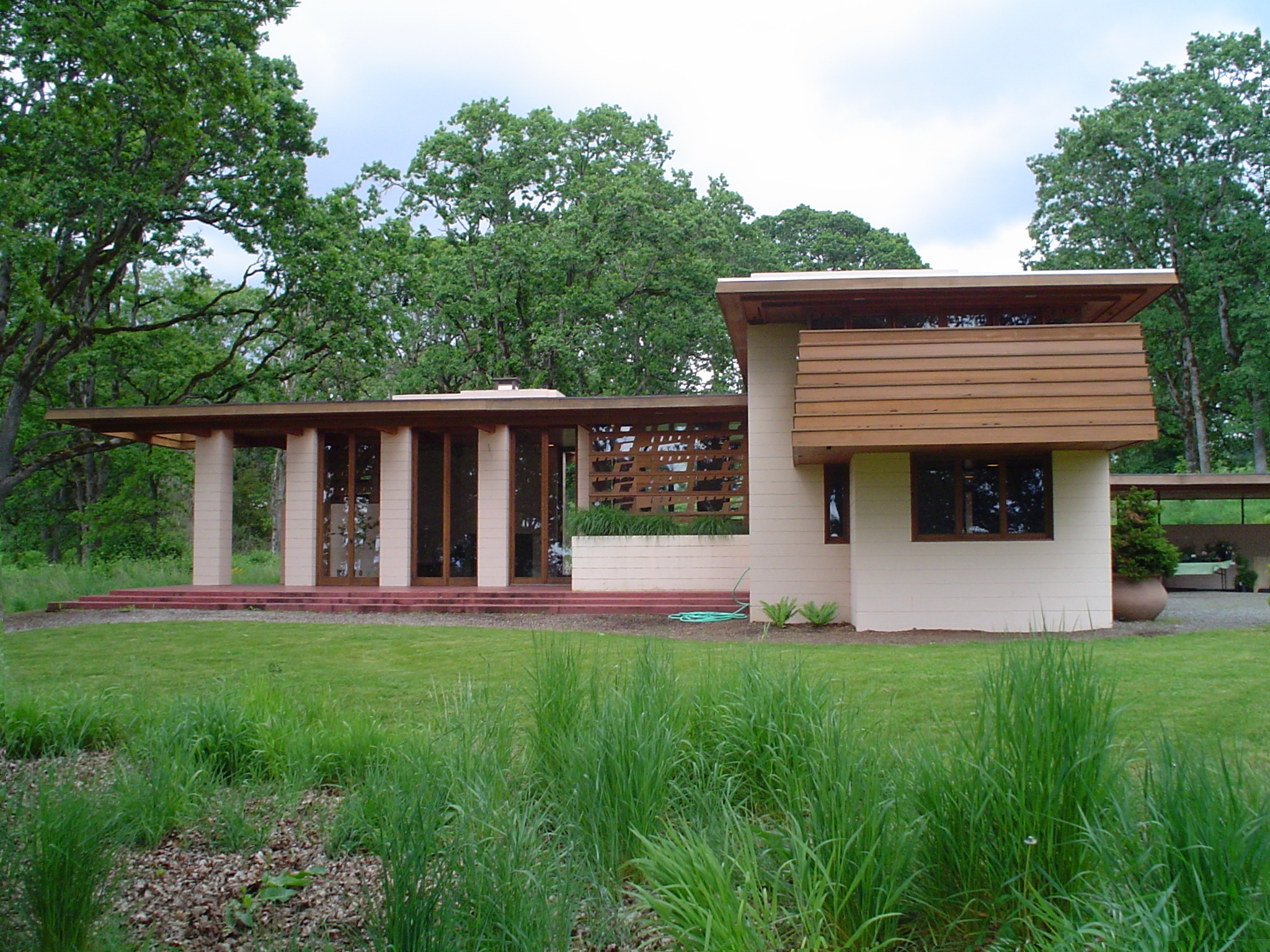
Gordon House front

Usonia es el término utilizado por el arquitecto estadounidense Frank Lloyd Wright para referirse a su visión particular del paisaje de los Estados Unidos, incluyendo el urbanismo de sus ciudades y la arquitectura de sus edificios. El empleo de este término en lugar de América (que en inglés normalmente se refiere al país de Estados Unidos de América más que al continente americano) se basa en la intención de describir el carácter del paisaje del Nuevo Mundo, distinto y libre de convenciones arquitectónicas previas.

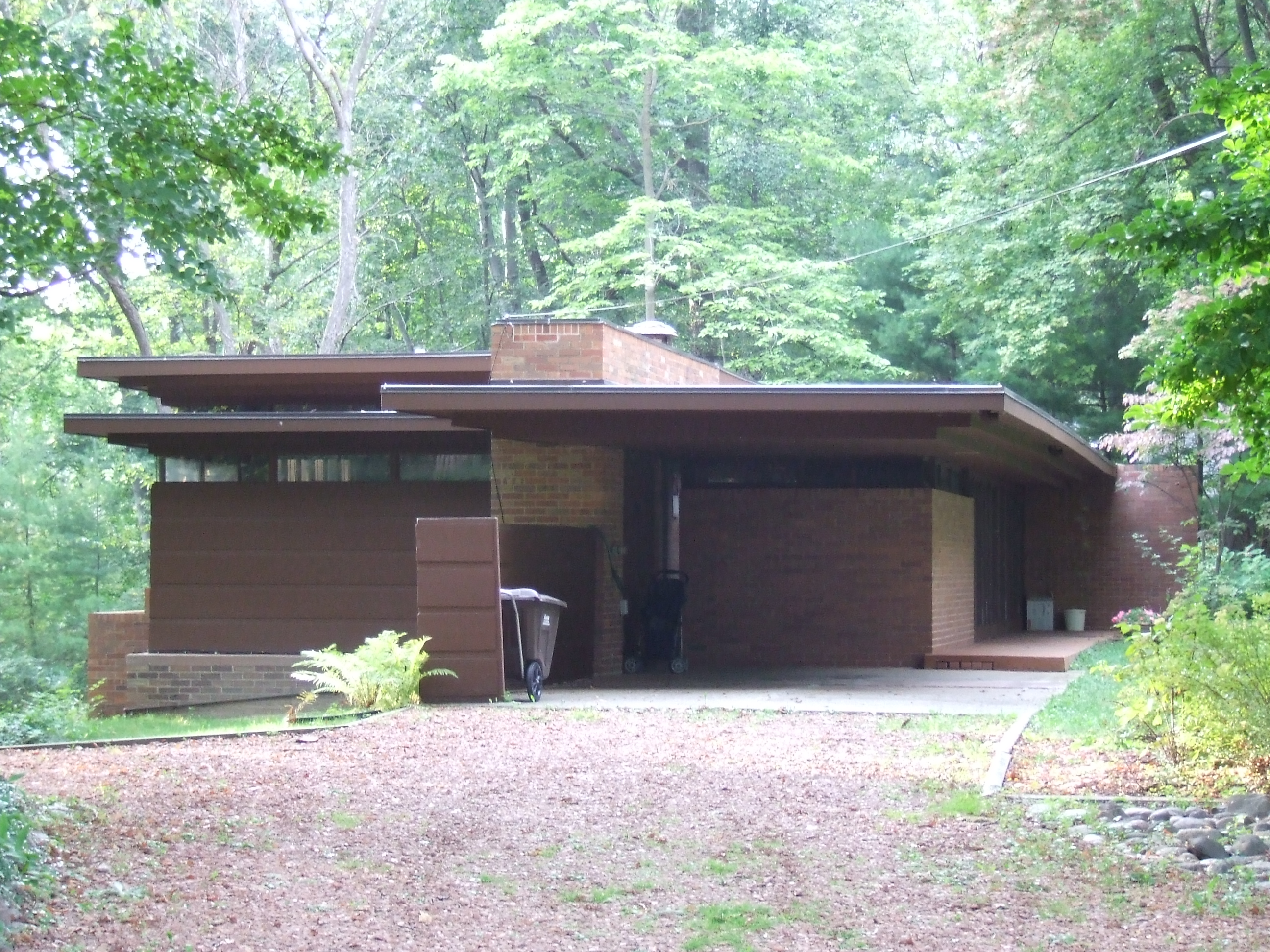
Goetsch Winckler House, 2009

## Origen de la palabra

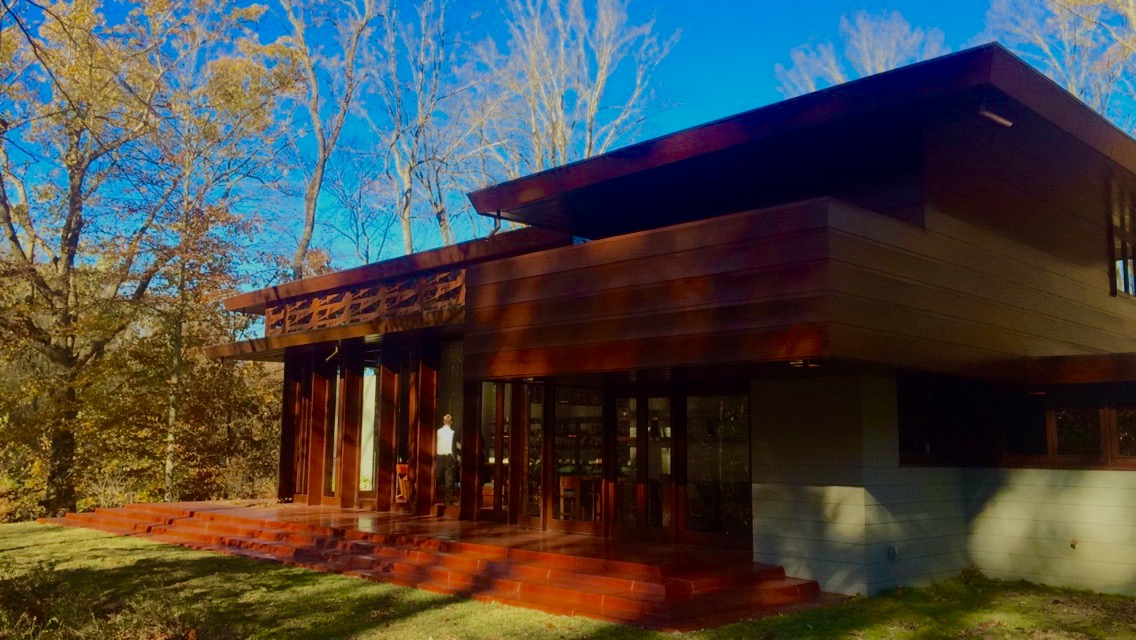
Bachman-Wilson-House-Bentonville

La palabra Usonia parece haber sido acuñada por James Duff Law, un escritor estadounidense nacido en 1865. En una colección variada titulada Aquí y allá en dos hemisferios (1903), Law citó una carta propia (fechada el 18 de junio de 1903) que comienza así: "nosotros, los Estados Unidos, en justicia para los canadienses y los mexicanos, no tenemos derecho a usar el título 'americanos' cuando se refieren a asuntos que pertenecen exclusivamente a nosotros mismos". Continuó reconociendo que algún autor había propuesto "Usona", pero que prefería la forma "Usonia". Quizás el primer uso publicado por Wright fue en 1927:
   "Pero por qué este término "América" se ha vuelto representativo, ya que el nombre de estos Estados Unidos en el país y en el extranjero no se recuerda. Samuel Butler nos dio un buen nombre. Nos llamó usonianos y nuestra nación de Estados Unidos, Usonia".
Sin embargo, esto parece ser una mala atribución, ya que aún no hay evidencia publicada de que Butler haya usado la palabra. En inglés, el término Usonian se ha empleado en ocasiones como gentilicio para Estados Unidos en lugar de American, procedente del término "U. S. citizen". 
En esperanto todo lo relacionado con el término Estados Unidos tiene la raíz "uson". Usonia se ha convertido en el nombre establecido para los Estados Unidos en esperanto. El creador del esperanto, L. L. Zamenhof, usó Usono en su discurso en el Congreso Mundial de Esperanto de 1910 en Washington D. C., que coincidió el mismo año en que Wright estuvo en Europa. Pero ya estaba bien establecido en 1908, cuando Joseph Rhodes, miembro de la Asociación Británica de Esperanto y miembro de la Lingva Komitato, publicó The English-Esperanto Dictionary.
José F. Buscaglia Salgado reclama el término usoniano para referirse a los pueblos, la ideología nacional y la tradición neoimperial de los Estados Unidos de América.
Miguel Torres Castro emplea el término usoniano para referirse al origen del ave frailecillo atlántico que se usa en el libro infantil Jupu the Puffin: A Usonian Story. El pájaro es un frailecillo de Maine, EE. UU.

## Casas usonianas
"Usoniana" usualmente se refiere a un grupo de aproximadamente sesenta viviendas familiares de ingresos medios diseñados por Frank Lloyd Wright a partir de 1934.  Wright construyó muchas de sus casas en torno a la idea de una vida cómoda y de bajo costo que se adapta a las necesidades de sus residentes, además de construir una estructura que se adapte a su entorno. Wright estaba decidido a usar su nuevo estilo para reinventar las formas similares a cajas de la arquitectura de principios a mediados del siglo XX, y crear edificios adecuados para los tiempos modernos, así como atractivos y emocionantes para que las personas experimenten en un sentido visual. Las ideas de Wright para la vida de bajo costo se originaron a principios del siglo XX, y Wright pudo producir una gran cantidad de diseños en ese tiempo. Con el tiempo, se convertirían en una de las colecciones de diseños más grandes realizadas por Wright a principios del siglo XX.
Las "Casas Usonianas" son típicamente viviendas pequeñas de un solo piso sin un garaje o mucho espacio de almacenamiento. A menudo tienen forma de L para adaptarse a la terraza de un jardín en sitios poco comunes y económicos. Se caracterizan por materiales nativos, techos planos y grandes voladizos para calentamiento solar pasivo y enfriamiento natural, Iluminación natural con ventanas clerestory y calefacción por suelo radiante. Una fuerte conexión visual entre los espacios interiores y exteriores es una característica importante de todas las casas usonianas. La palabra cochera fue acuñada por Wright para describir un saliente para albergar un vehículo estacionado.

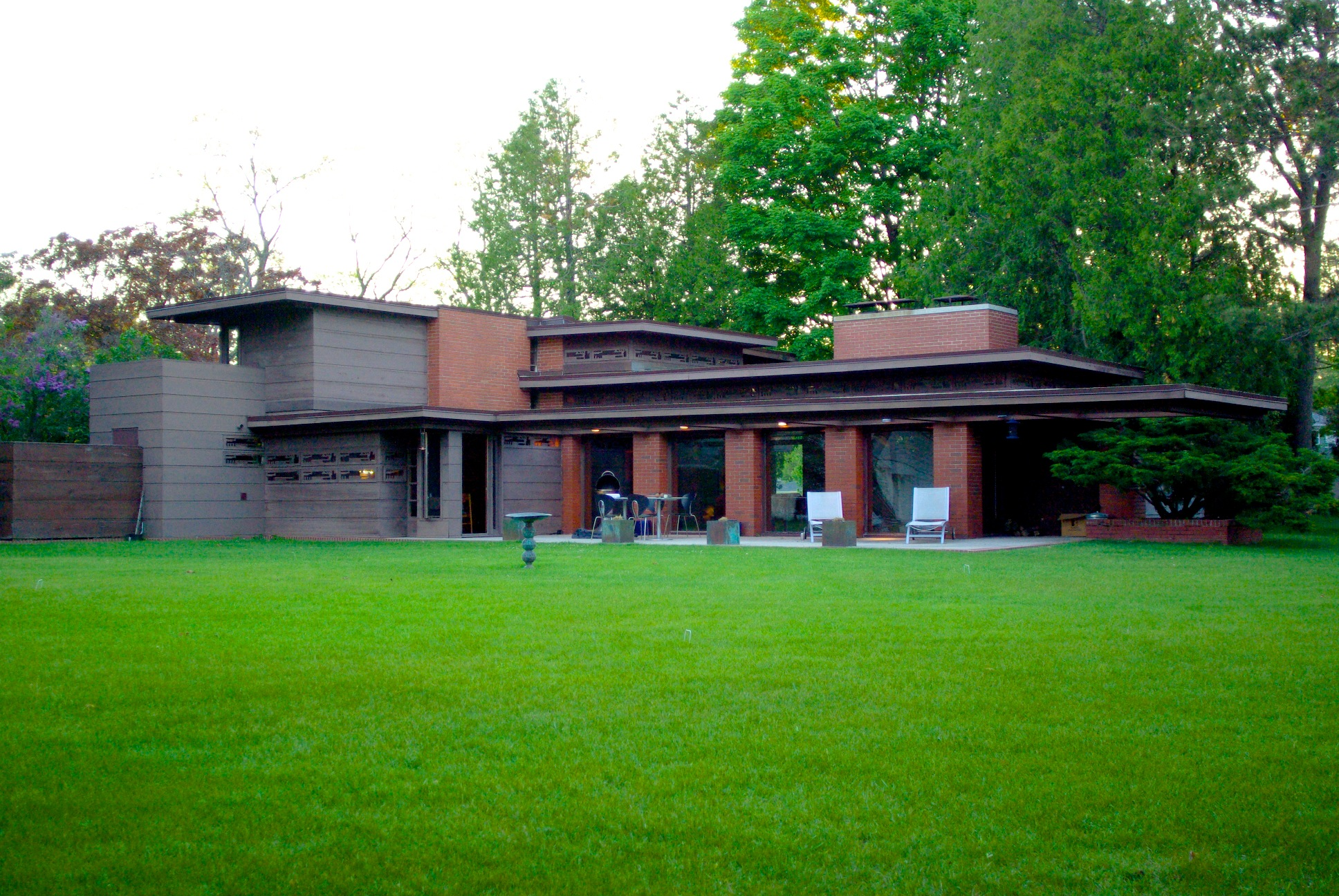
Bernard Schwartz House, Two Rivers, Wisconsin

El Distrito Histórico de Usonia es una comunidad planificada en Pleasantville (Nueva York), construida en la década de 1950 siguiendo este concepto. Wright diseñó 3 de las 47 casas él mismo.
Las variantes del diseño de la casa Jacobs todavía existen en la actualidad. El diseño usoniano se considera entre los orígenes estéticos de la casa de estilo rancho popular en el oeste estadounidense de la década de 1950.
En 2013, Florida el Southern College construyó el edificio número 13 de Wright en su campus de acuerdo con los planes que creó en 1939. El edificio de 1.700 pies cuadrados incluye una construcción de bloques textiles, vidrio coloreado en bloques de hormigón perforados, fotografías de Wright, una película documental sobre el trabajo del arquitecto en la escuela, y los muebles diseñados por Wright. Nombrada como la "Casa Usoniana", originalmente fue diseñada como una de las veinte unidades de vivienda para profesores. El edificio es la sede del Centro de educación y turismo familiar de Sharp, un centro para visitantes que visitan el campus para ver la colección de los edificios de Frank Lloyd Wright.

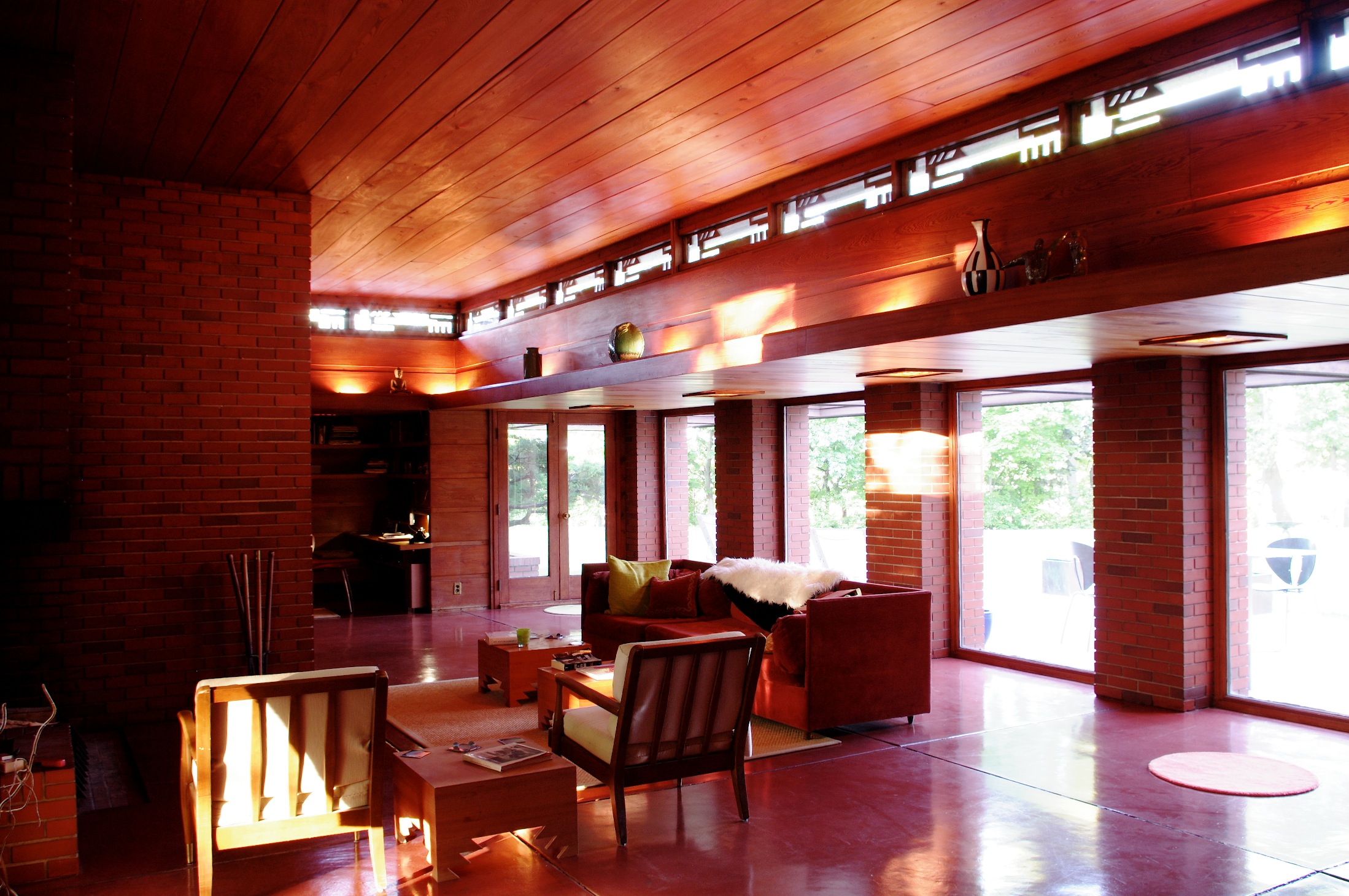
Bernard Schwartz House, Two Rivers, Wisconsin

## Proyectos similares
El Distrito Histórico Polychrome es un distrito histórico nacional en el vecindario Four Corners en Silver Spring, Condado de Montgomery, Maryland. Reconoce un grupo de cinco casas construidas por John Joseph Earley en 1934 y 1935. Earley utilizó paneles de hormigón prefabricados con agregados de colores brillantes para producir el efecto policromado, con detalles de art déco. Los paneles de dos pulgadas de espesor se unieron a un marco de madera convencional. Earley estaba interesado en el uso de técnicas de producción en masa para producir casas pequeñas y económicas, en paralelo con los conceptos de las casas usonianas de Frank Lloyd Wright.

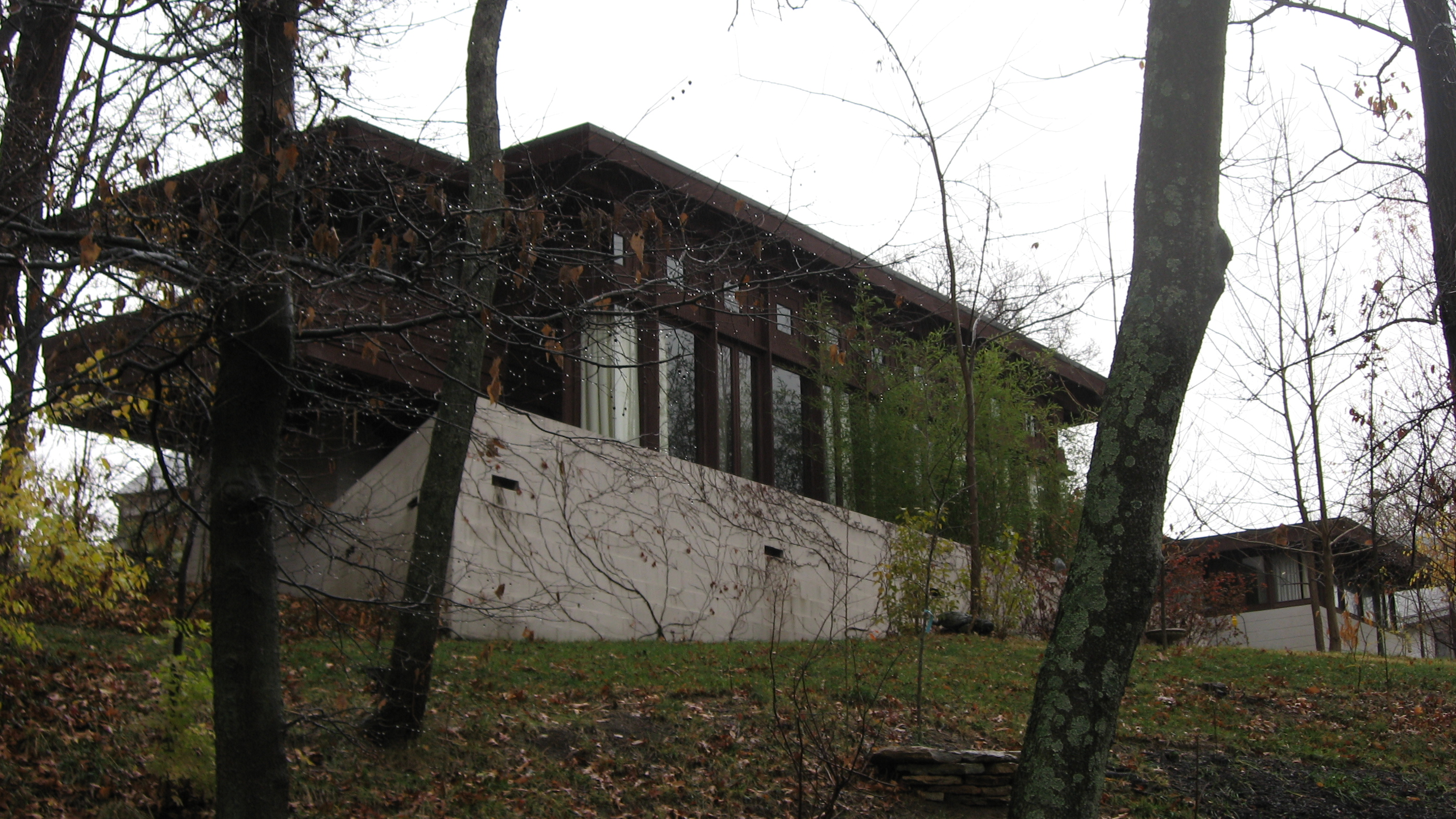
Cedric G. and Patricia Neils Boulter House

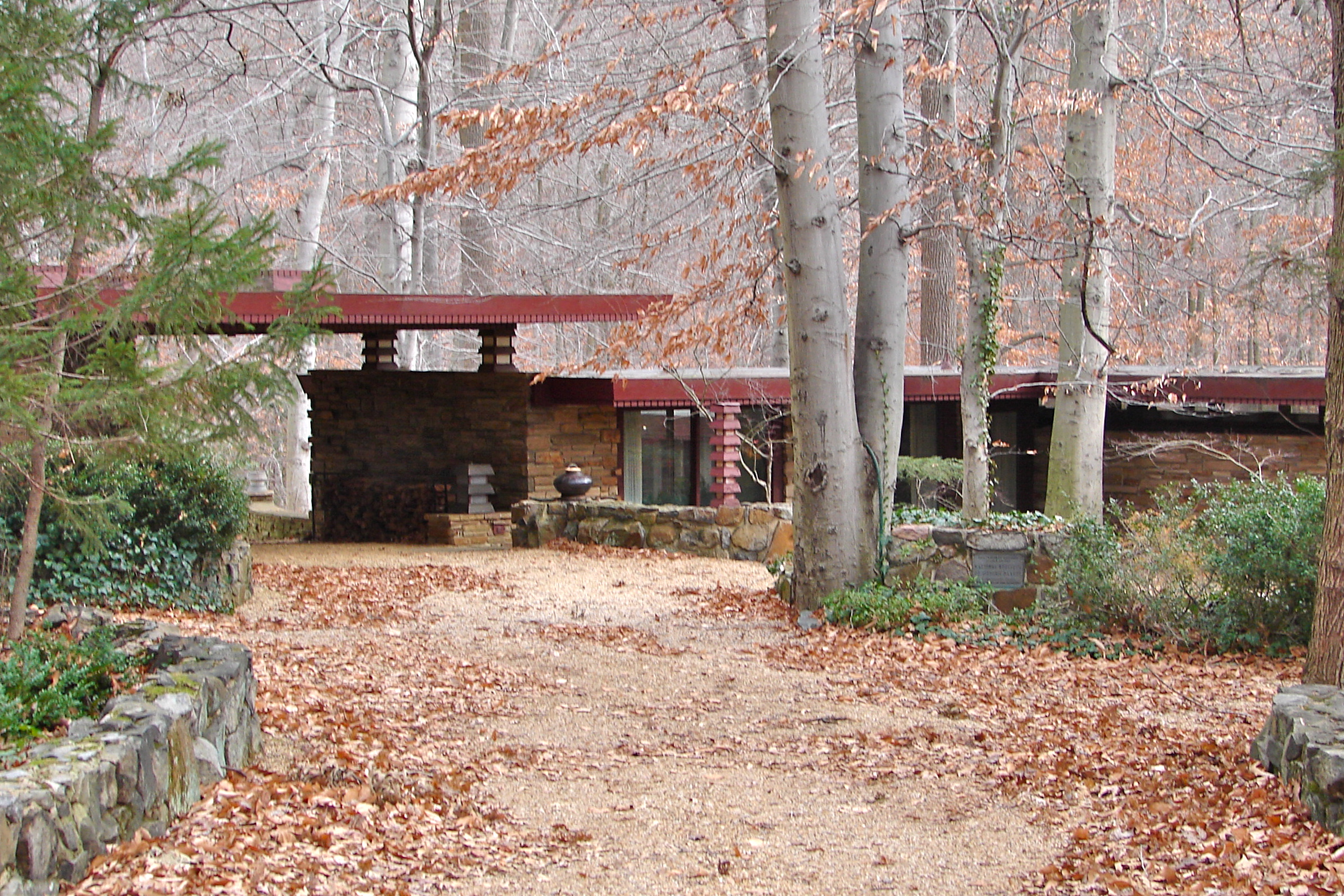
Dudley Spencer House, Wilmington, Delaware

John D. Haynes House, Fort Wayne, Indiana

## Casas usonianas notables
- Cedric G. and Patricia Neils Boulter House, Cincinnati, Ohio
- Dudley Spencer House, Wilmington, Delaware
- John D. Haynes House, Fort Wayne, Indiana
- Goetsch–Winckler House, Okemos, Míchigan
- Alvin and Inez Miller residence, Charles City, Iowa
- Arthur Pieper residence, Paradise Valley, Arizona
- Bachman Wilson House, Millstone, New Jersey
- Benjamin Rebhuhn House, Great Neck Estates, Nueva York
- Bernard Schwartz House, Two Rivers, Wisconsin
- Donald Schaberg House, Okemos, Míchigan
- Donald C. Duncan House, Donegal, Pennsylvania (dismantled and relocated from its original location in Lisle, Illinois)
- Dorothy H. Turkel House, Detroit, Míchigan
- Frank S. Sander House, Stamford, Connecticut
- Erling P. Brauner House, Okemos, Míchigan
- Evelyn and Conrad Gordon House, Wilsonville, Oregón (más tarde trasladado a Silverton, Oregón)
- George Sturges House, Los Ángeles, California
- Herbert and Katherine Jacobs First House, Madison, Wisconsin
- J.A. Sweeton Residence, Cherry Hill, Nueva Jersey
- John and Ruth Pew House, Shorewood Hills, Wisconsin
- John Gillin Residence, Dallas, Texas
- John T. and Margaret Nichols House, Allouez, Wisconsin
- Kenneth and Phyllis Laurent House, Rockford, Illinois
- Kentuck Knob, Stewart Township, Fayette County, Pensilvania
- John and Syd Dobkins House, Canton, Ohio
- Nathan Rubin House, Canton, Ohio
- Ellis Feiman House, Canton, Ohio
- Louis Penfield House, Willoughby Hills, Ohio
- Lovness House and Cottage, Stillwater, Minnesota
- Lowell and Agnes Walter House, Quasqueton, Iowa
- Malcolm Willey House, Mineápolis, Minnesota
- Melvyn Maxwell and Sara Stein Smith House, Bloomfield Hills, Míchigan
- Muirhead Farmhouse, Hampshire, Illinois
- Paul J. and Ida Trier House, Johnston, Iowa
- Paul and Jean Hanna House, Palo Alto, California
- Pope–Leighey House, Alexandria, Virginia
- Robert H. Sunday House, Marshalltown, Iowa
- Robert and Rae Levin House, Kalamazoo, Míchigan
- Rosenbaum House, Florence, Alabama
- Samara (John E. Christian House), West Lafayette, Indiana
- Usonia Homes, Pleasantville, Nueva York
  - Sol Friedman House
  - Edward Serlin House
  - Roland Reisley House
- Weltzheimer/Johnson House, Oberlin, Ohio
- Zimmerman House, Manchester, Nuevo Hampshire
- Kraus House, Kirkwood, Misuri
- Hause House, Lansing, Míchigan
- Peters Margedant House, University of Evansville, Evansville, Indiana

## Galería

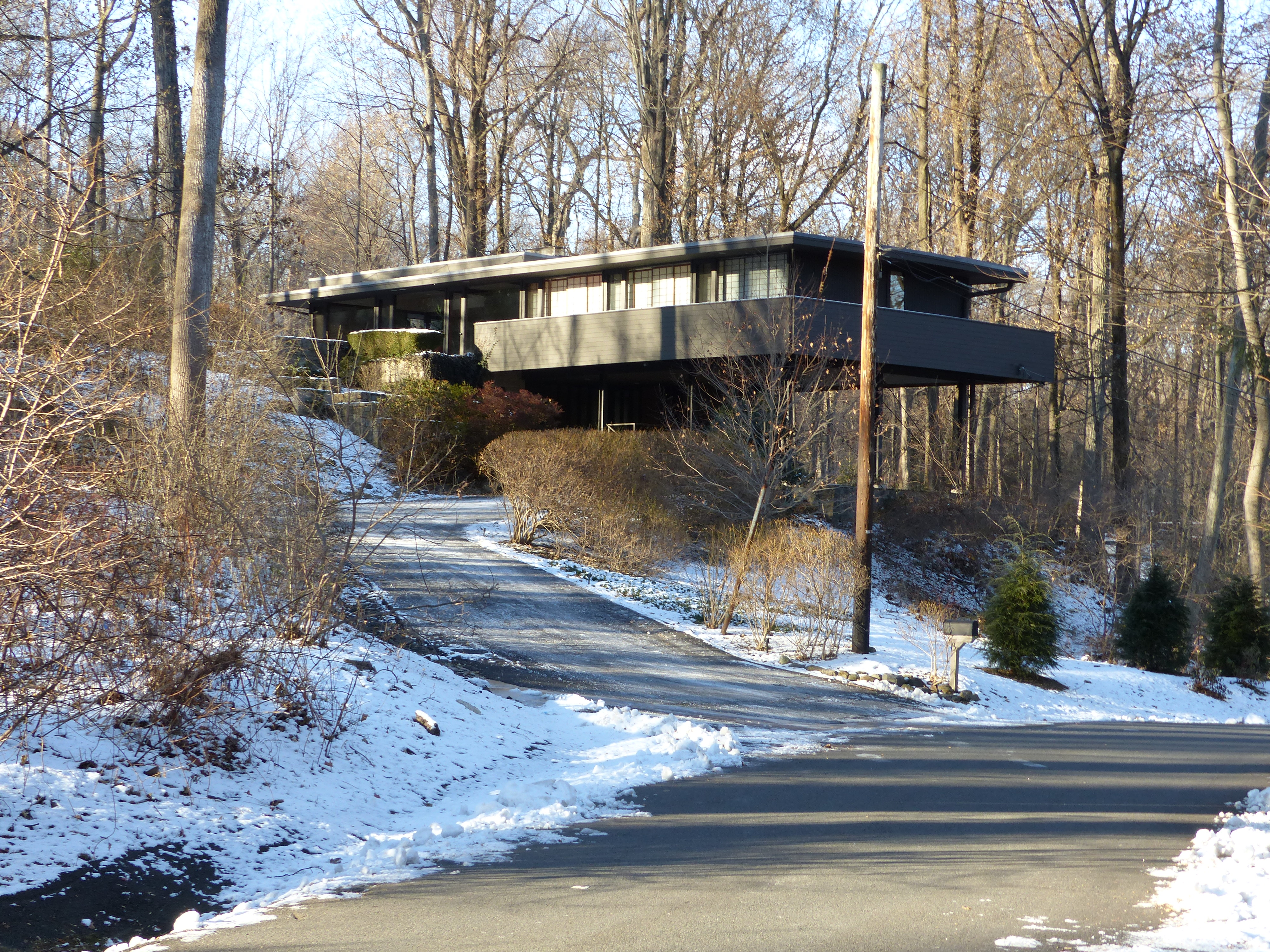
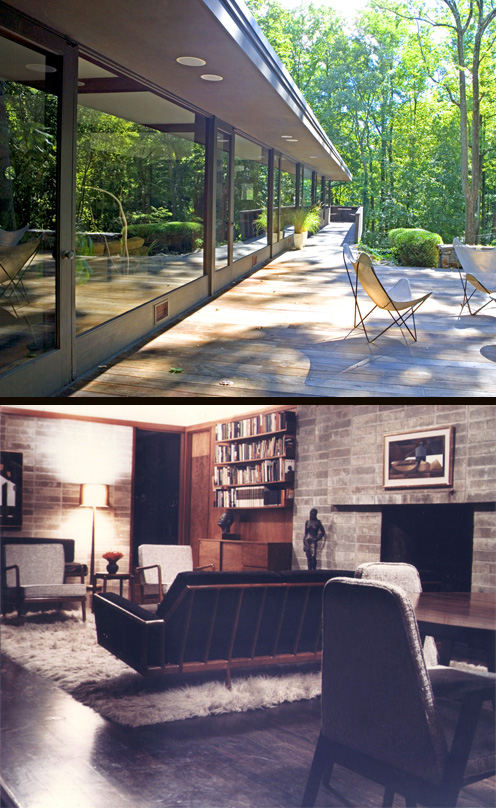
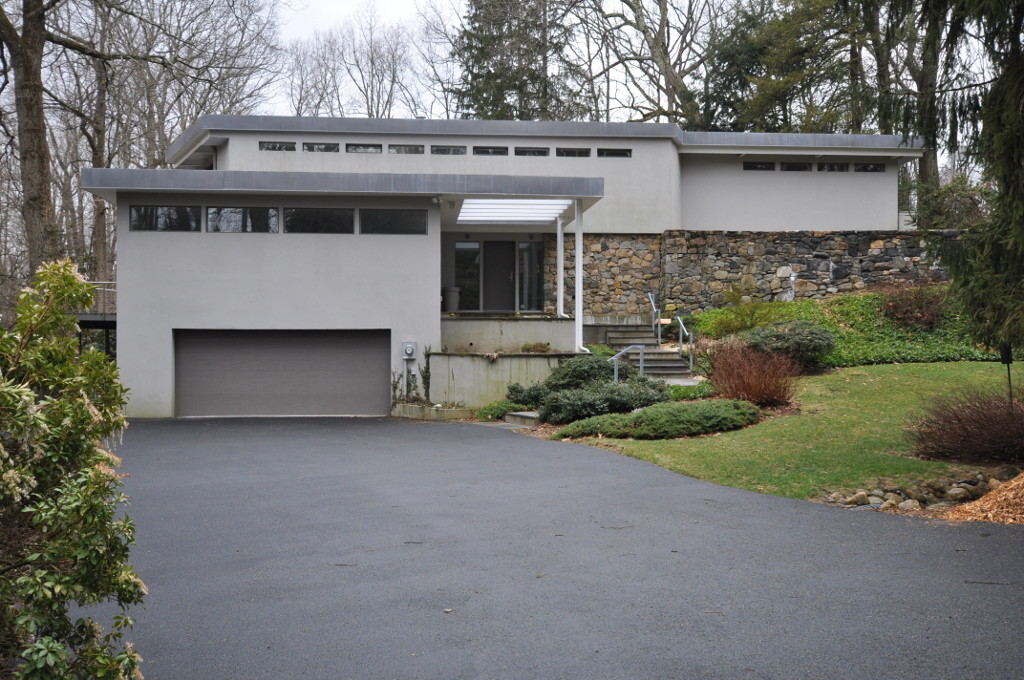
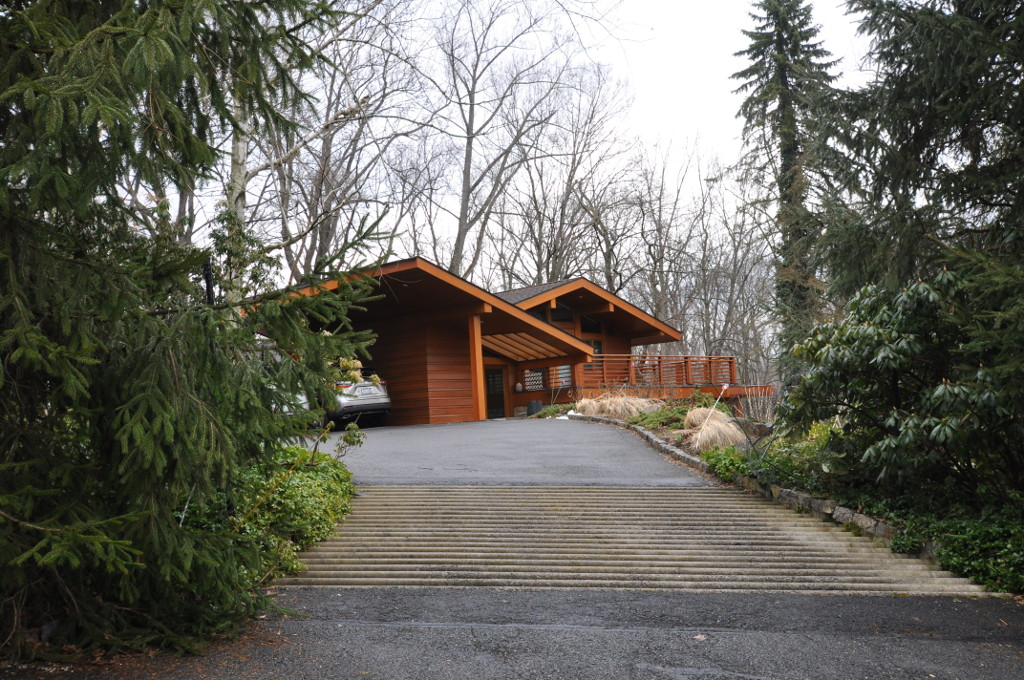
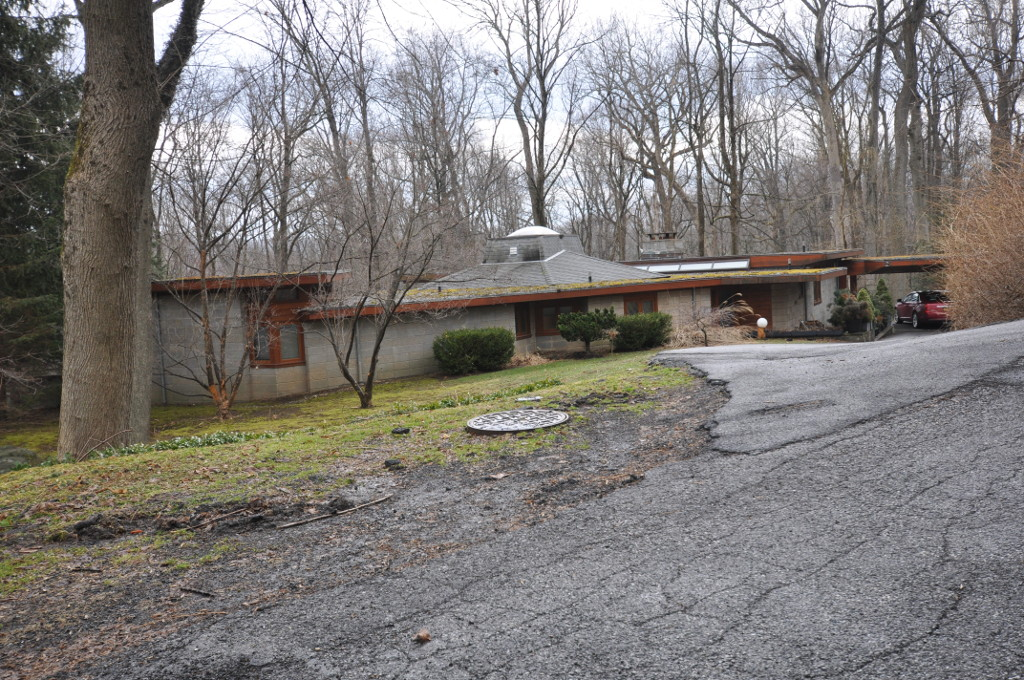
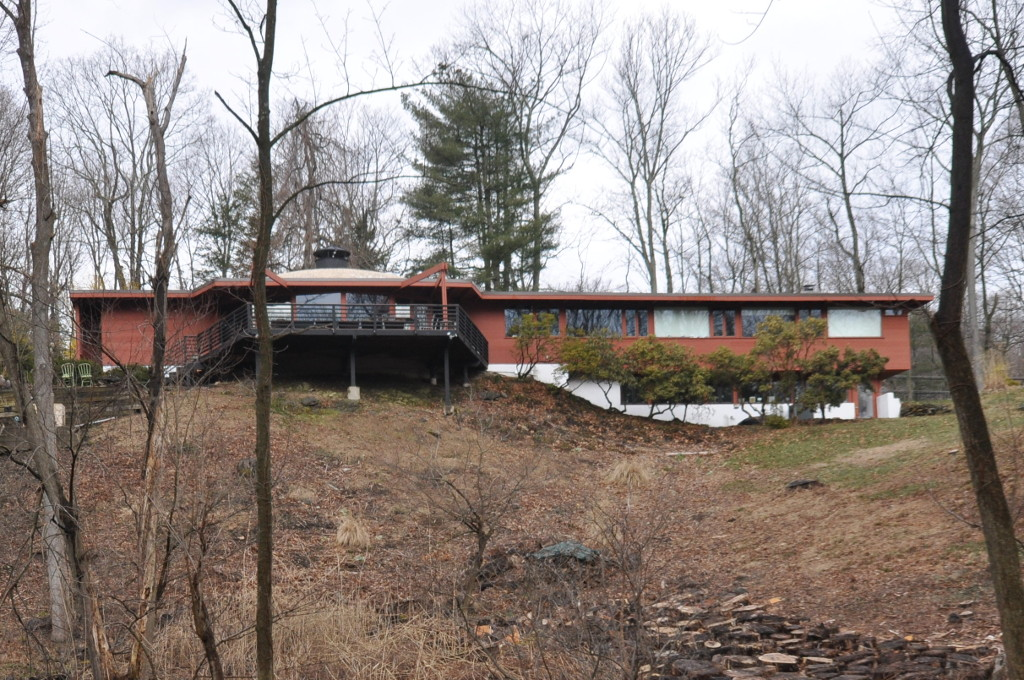
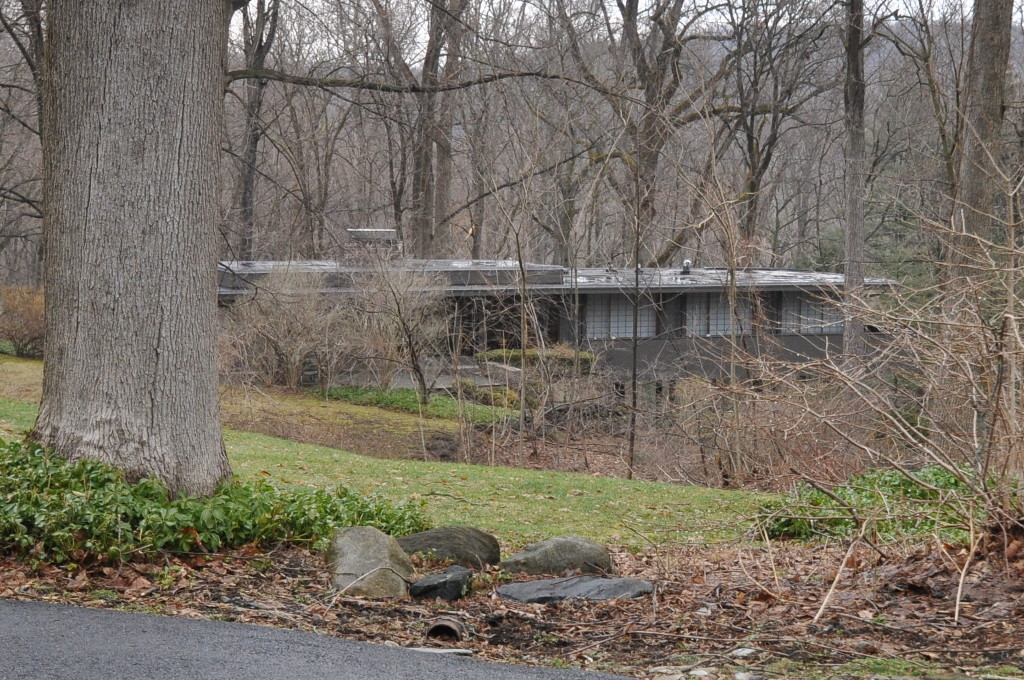
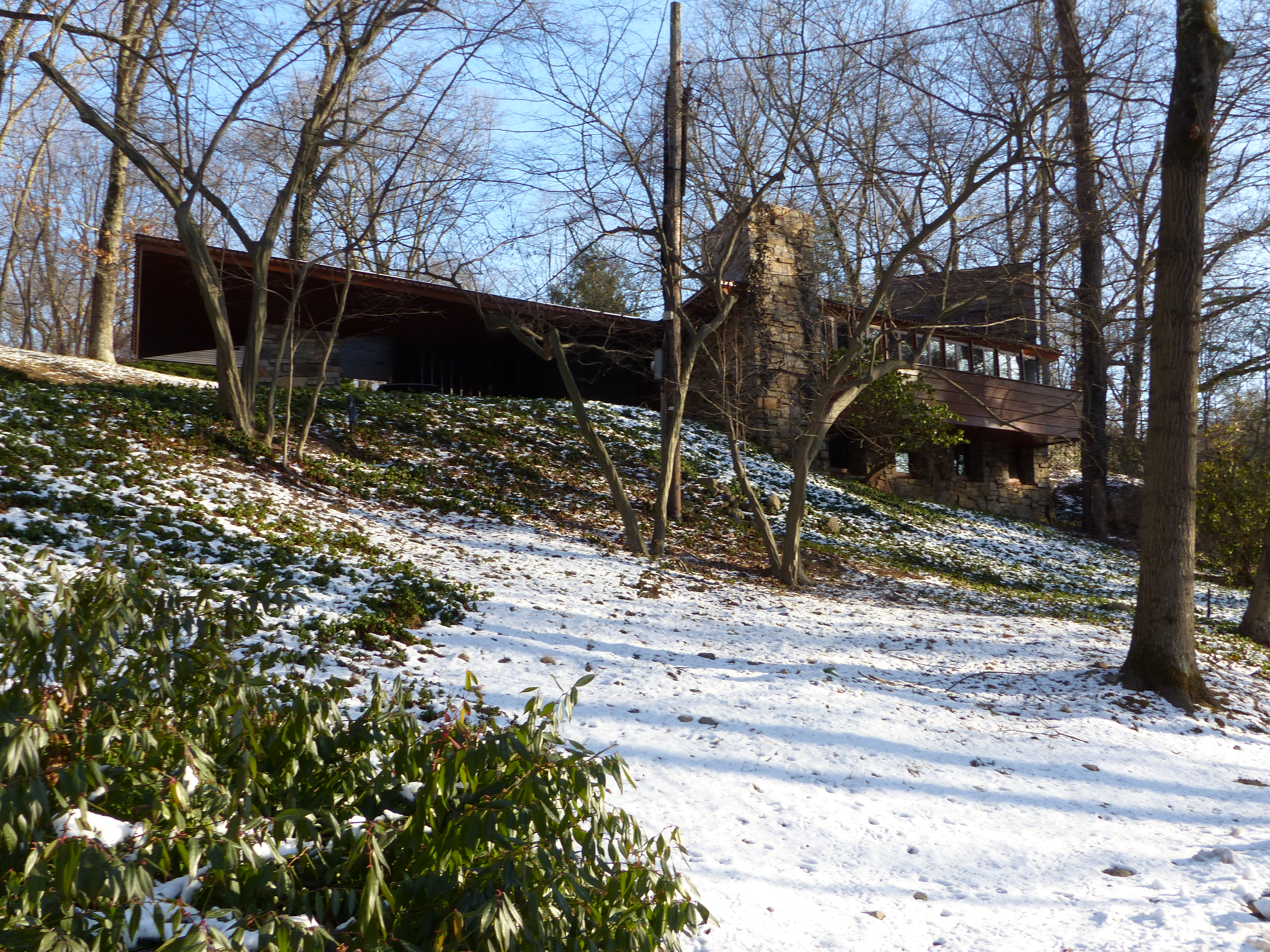
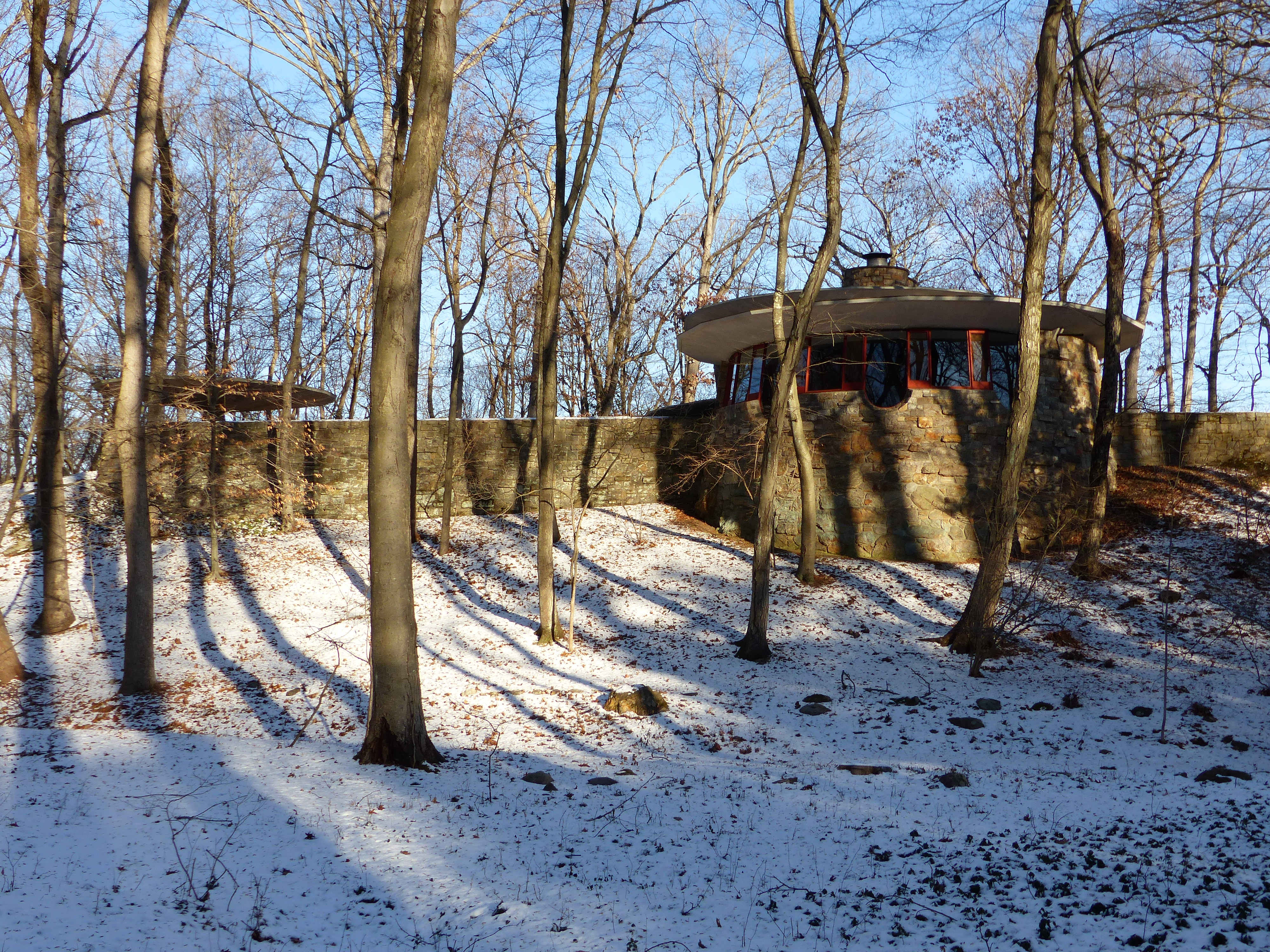
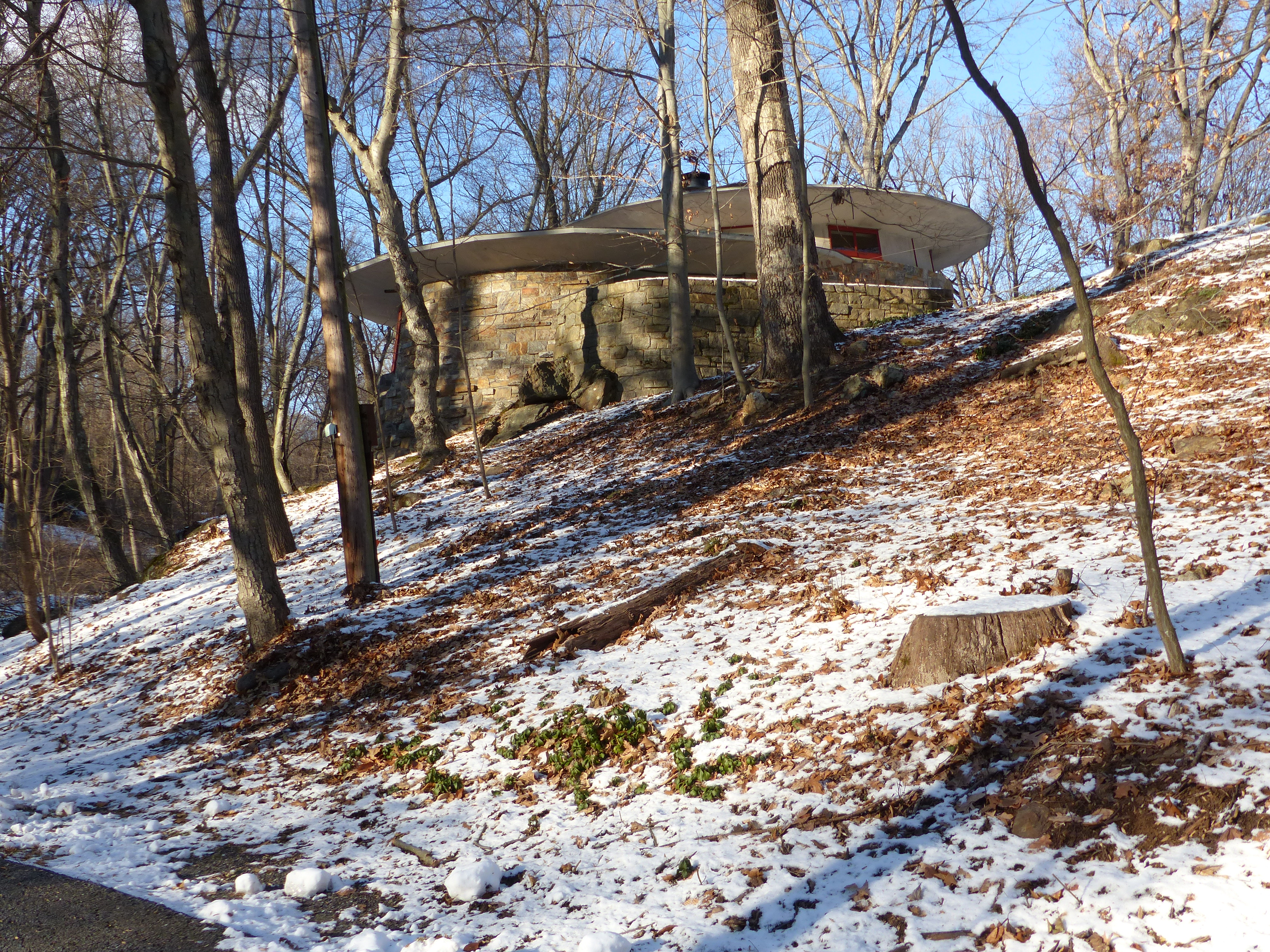
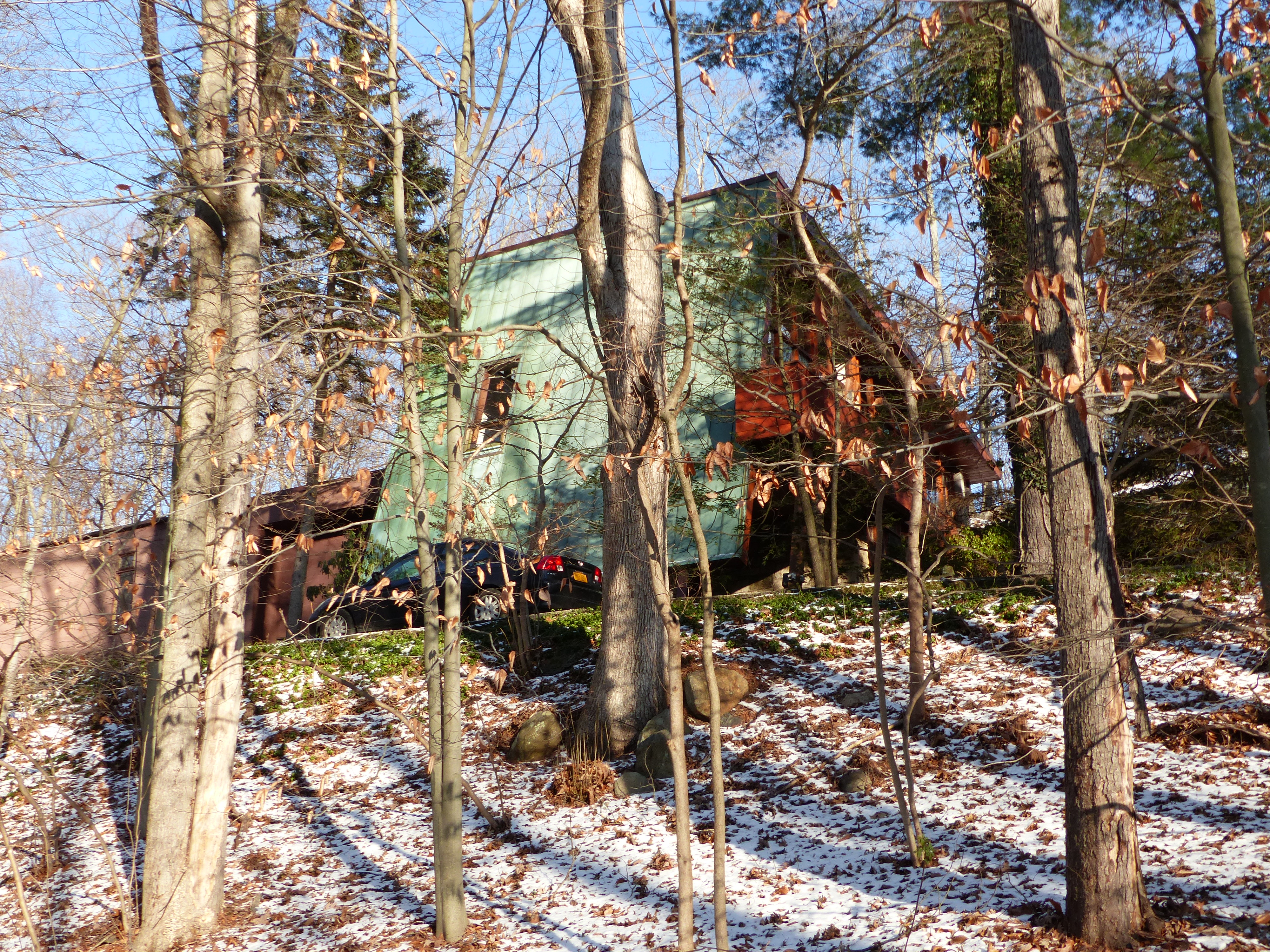
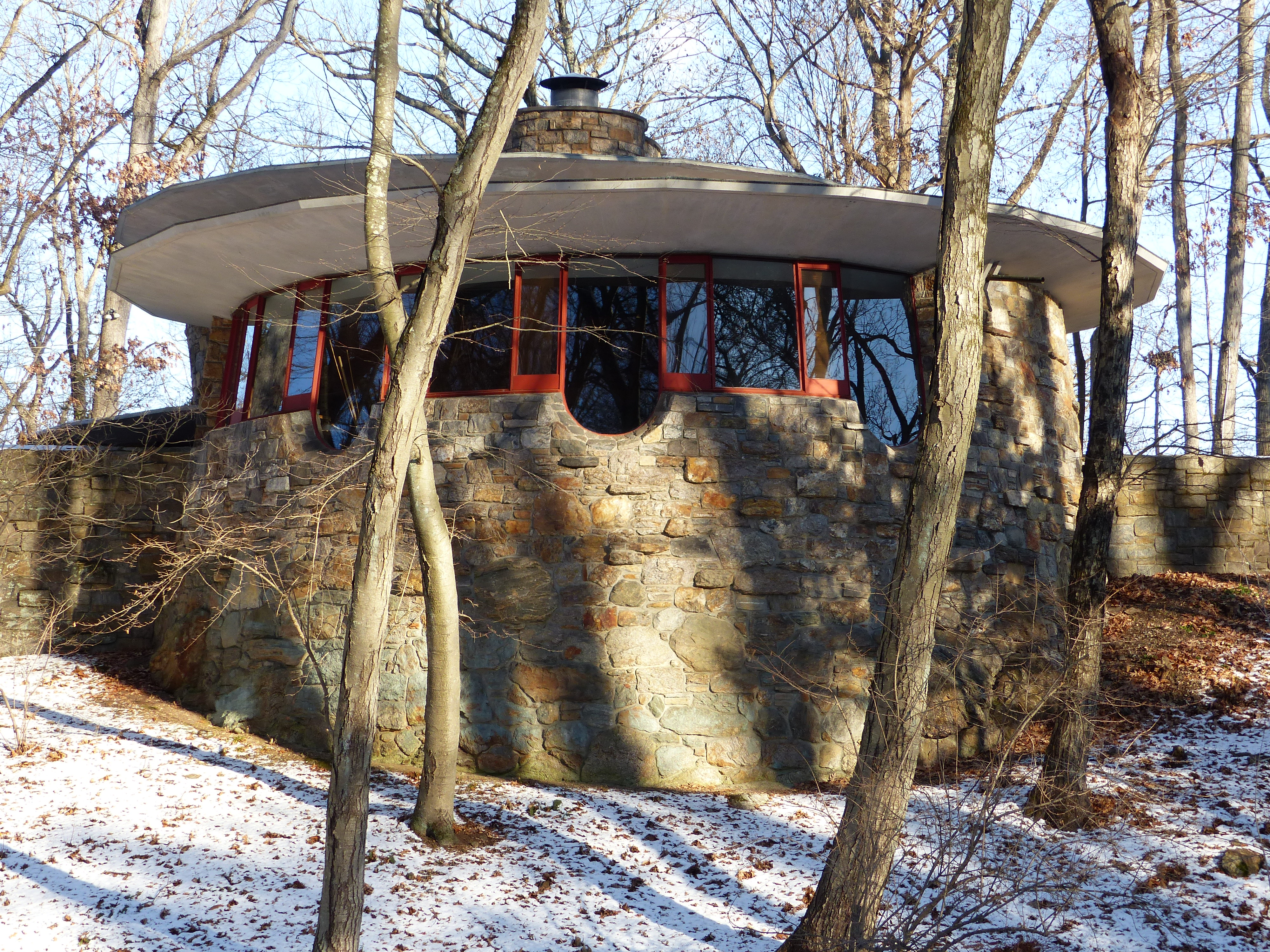
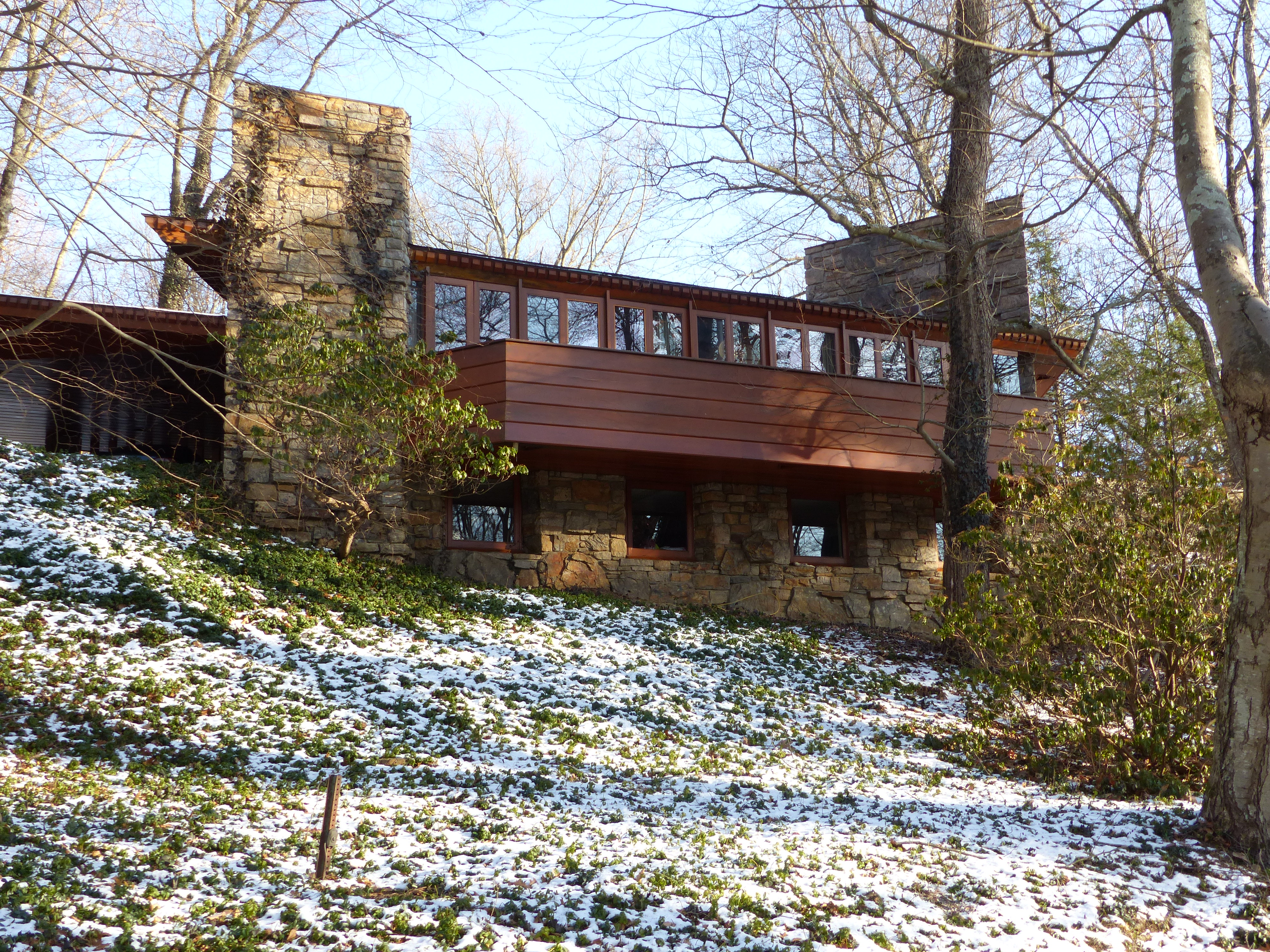
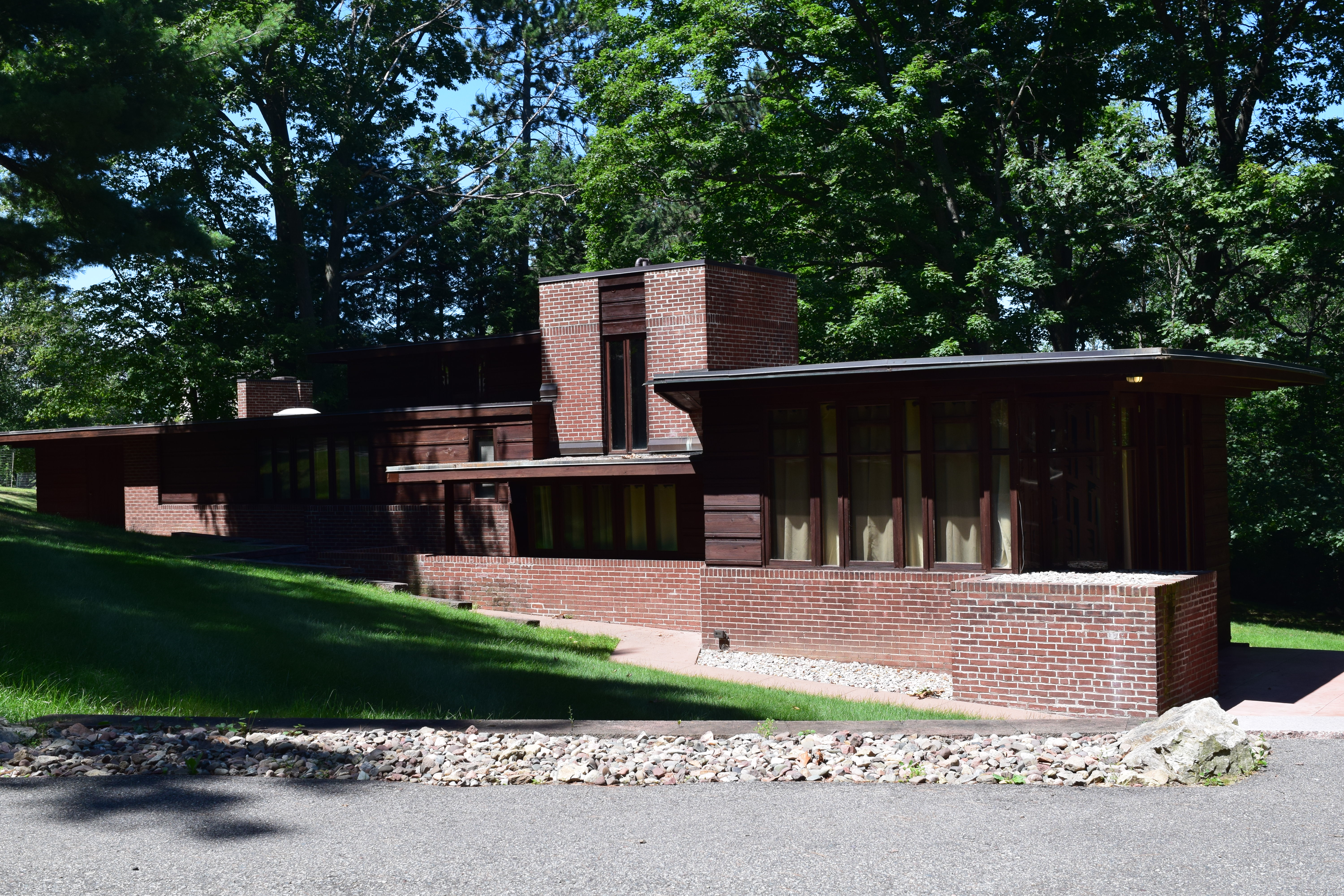
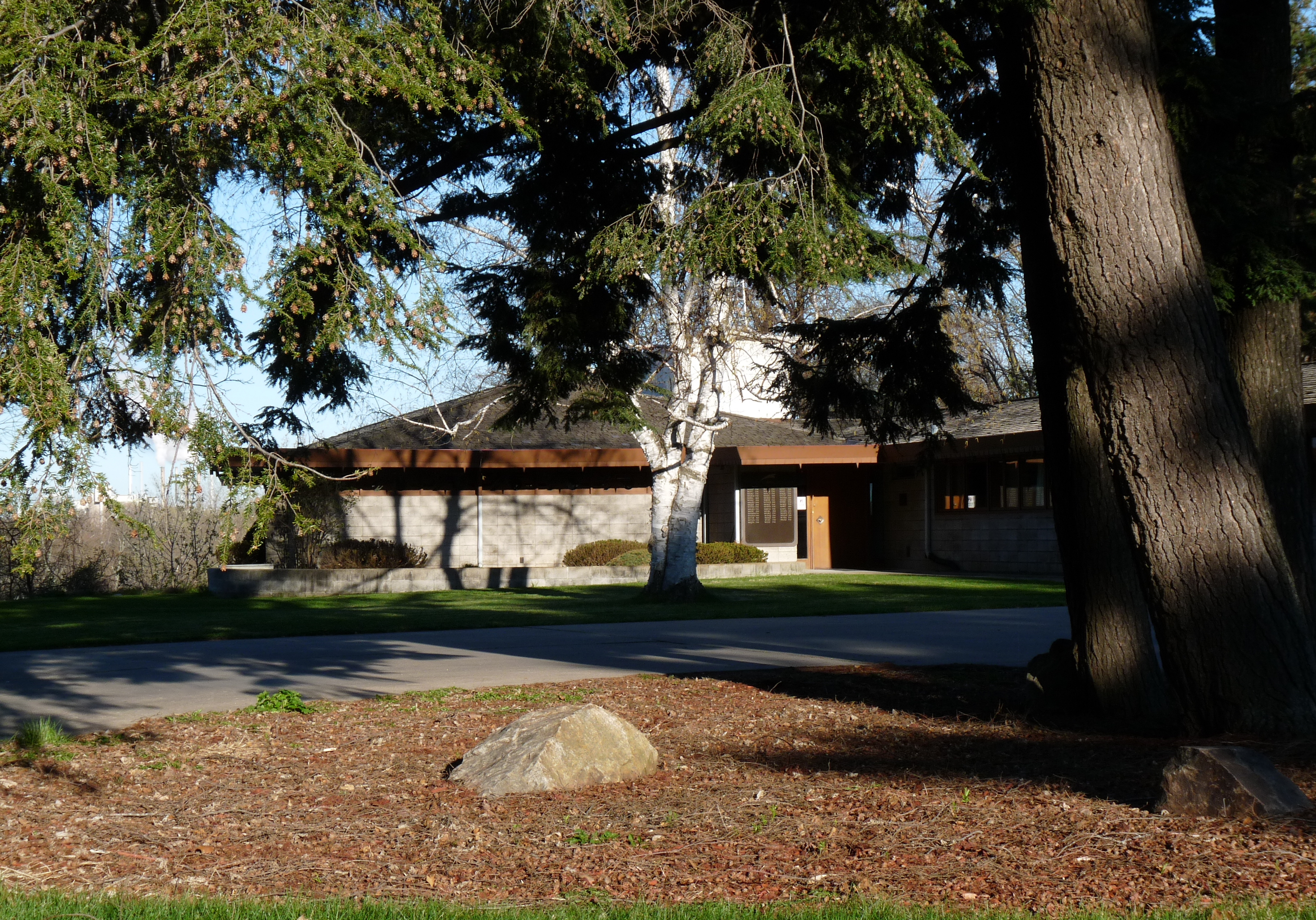
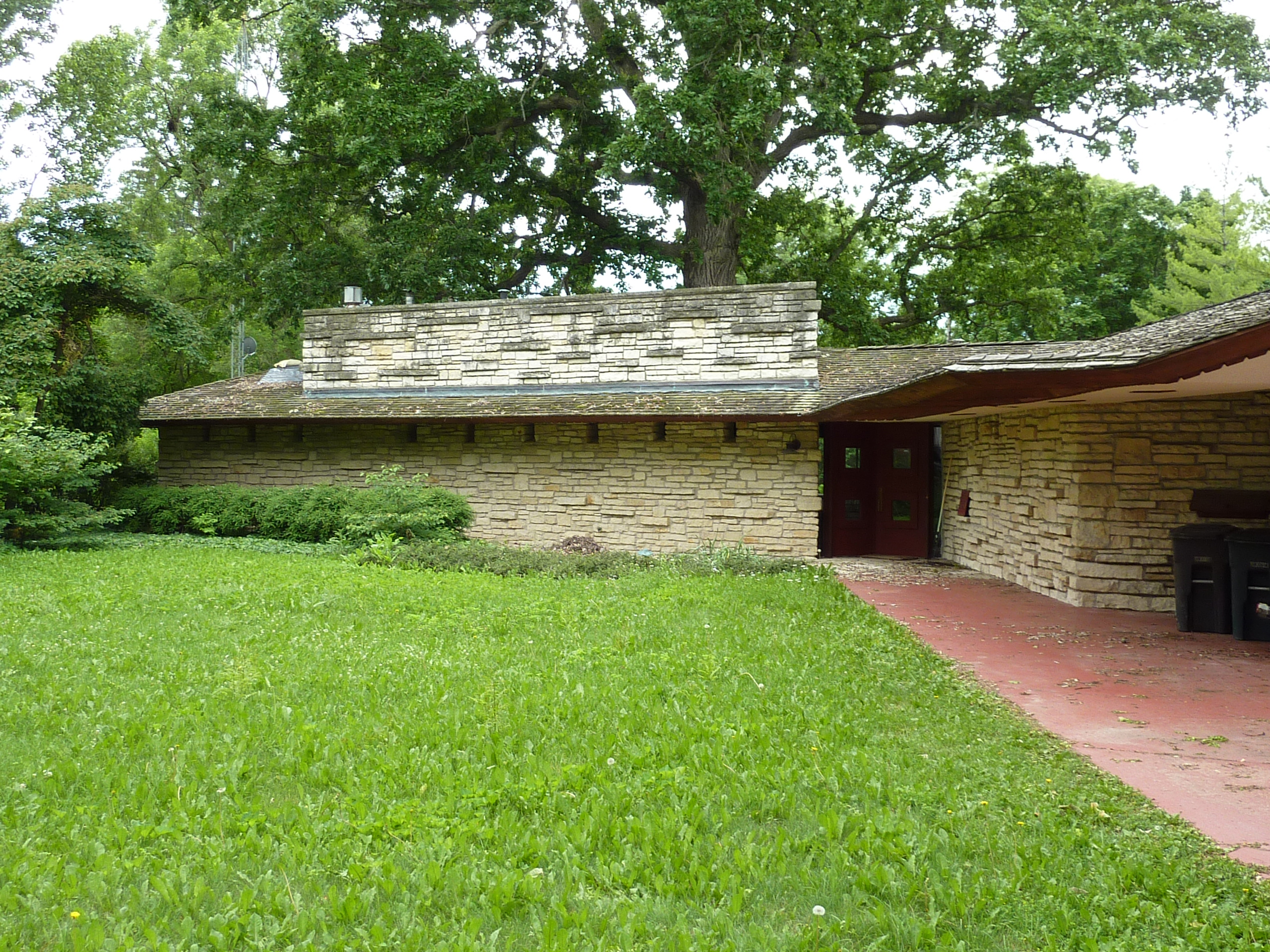
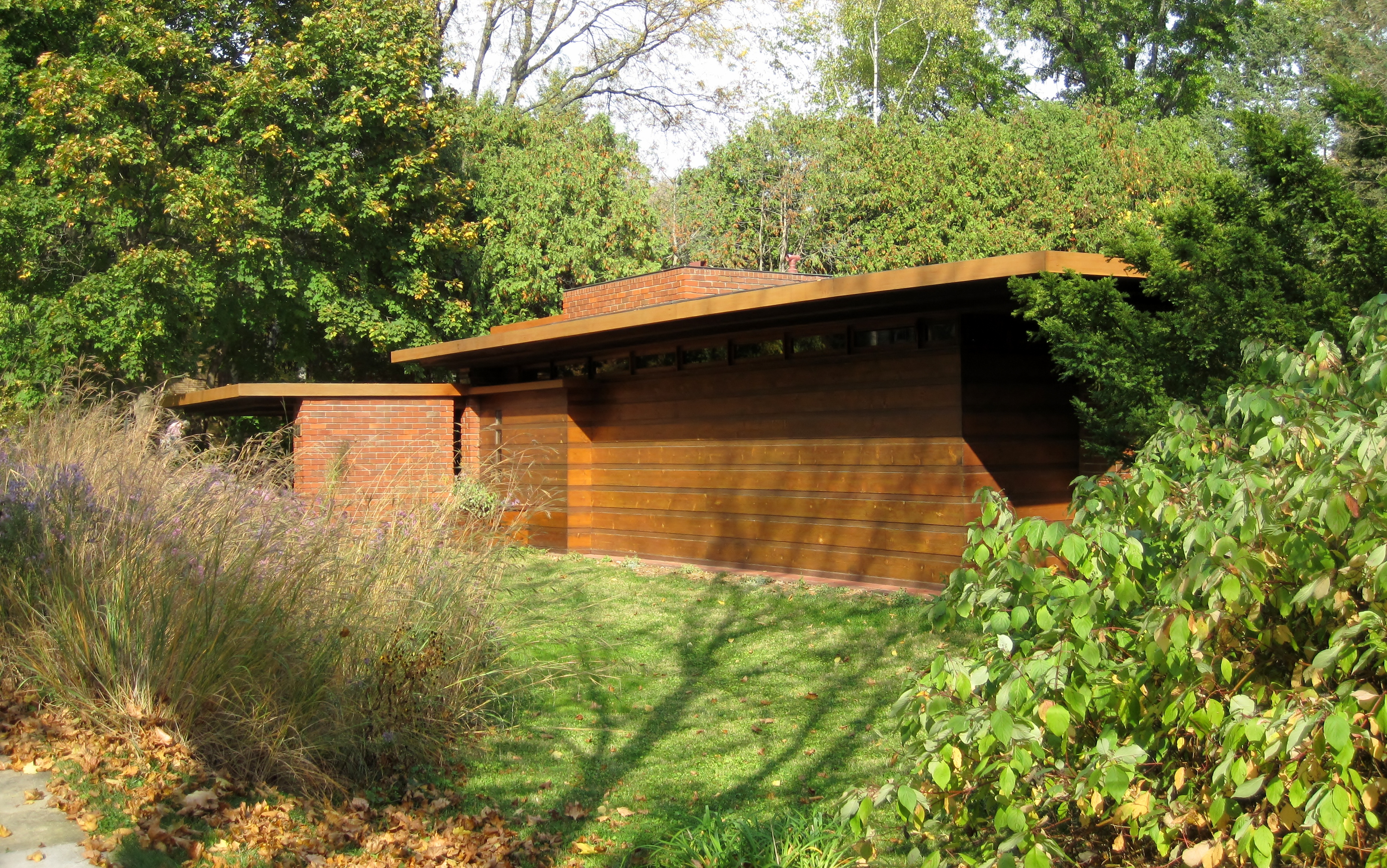
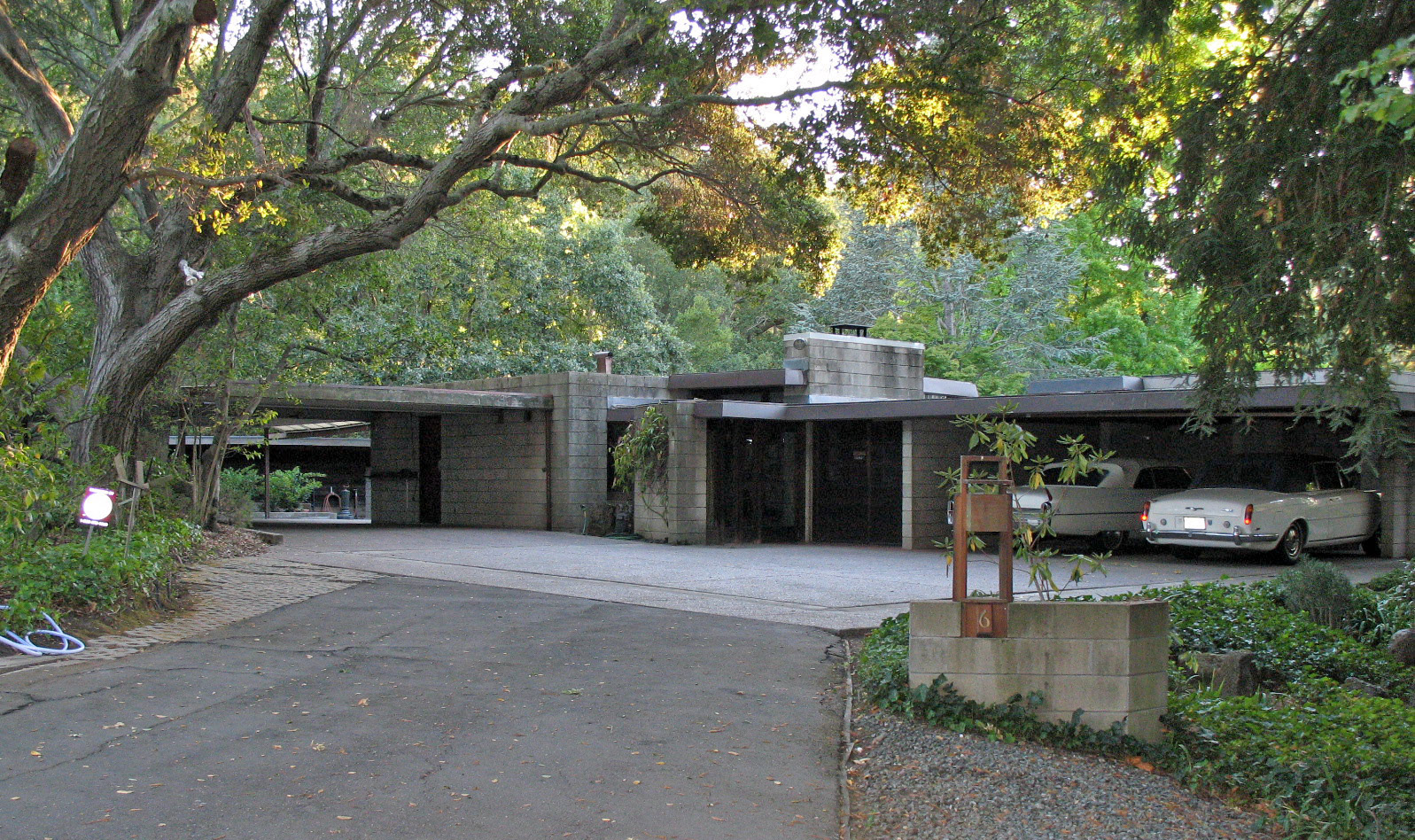
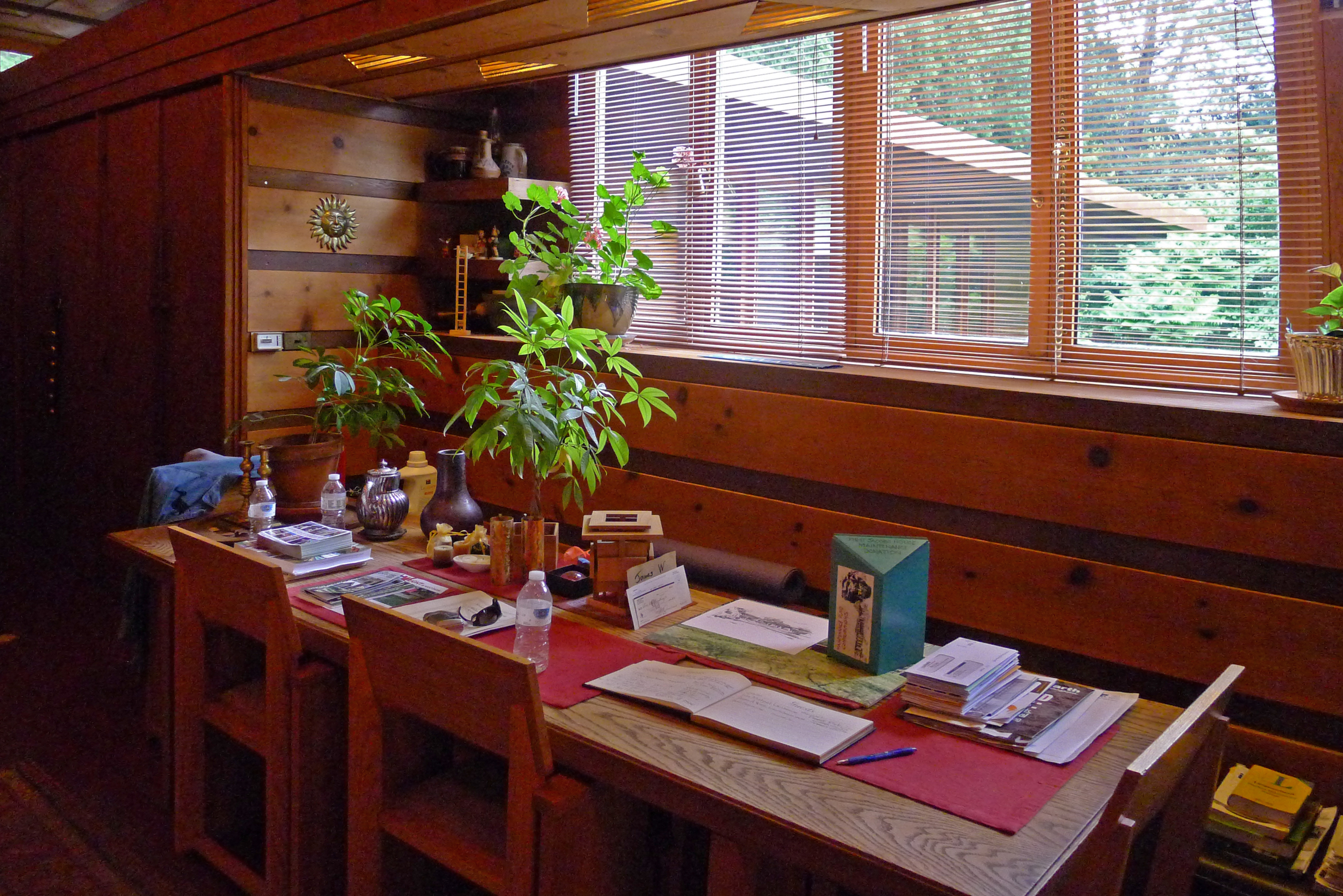
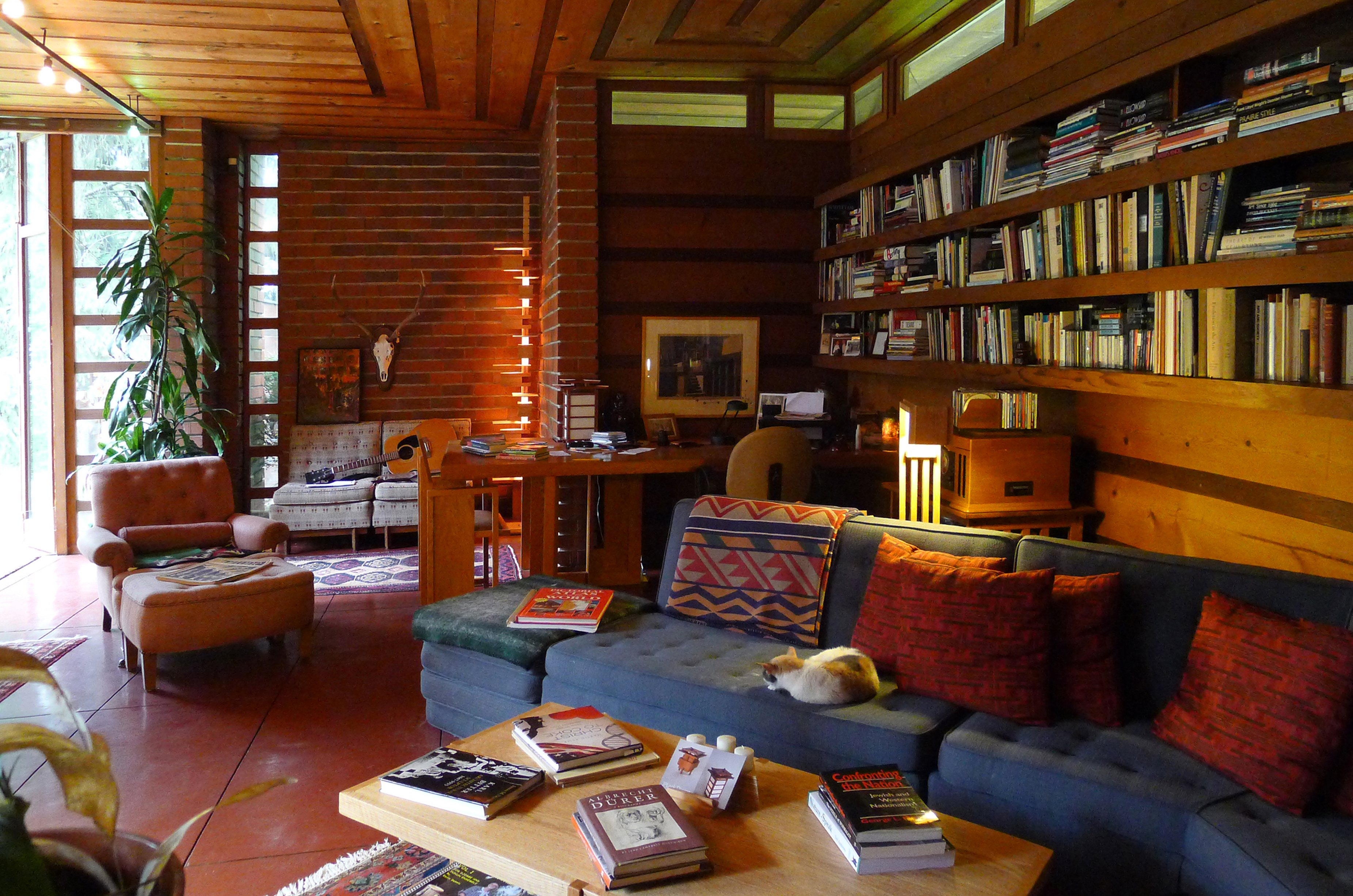
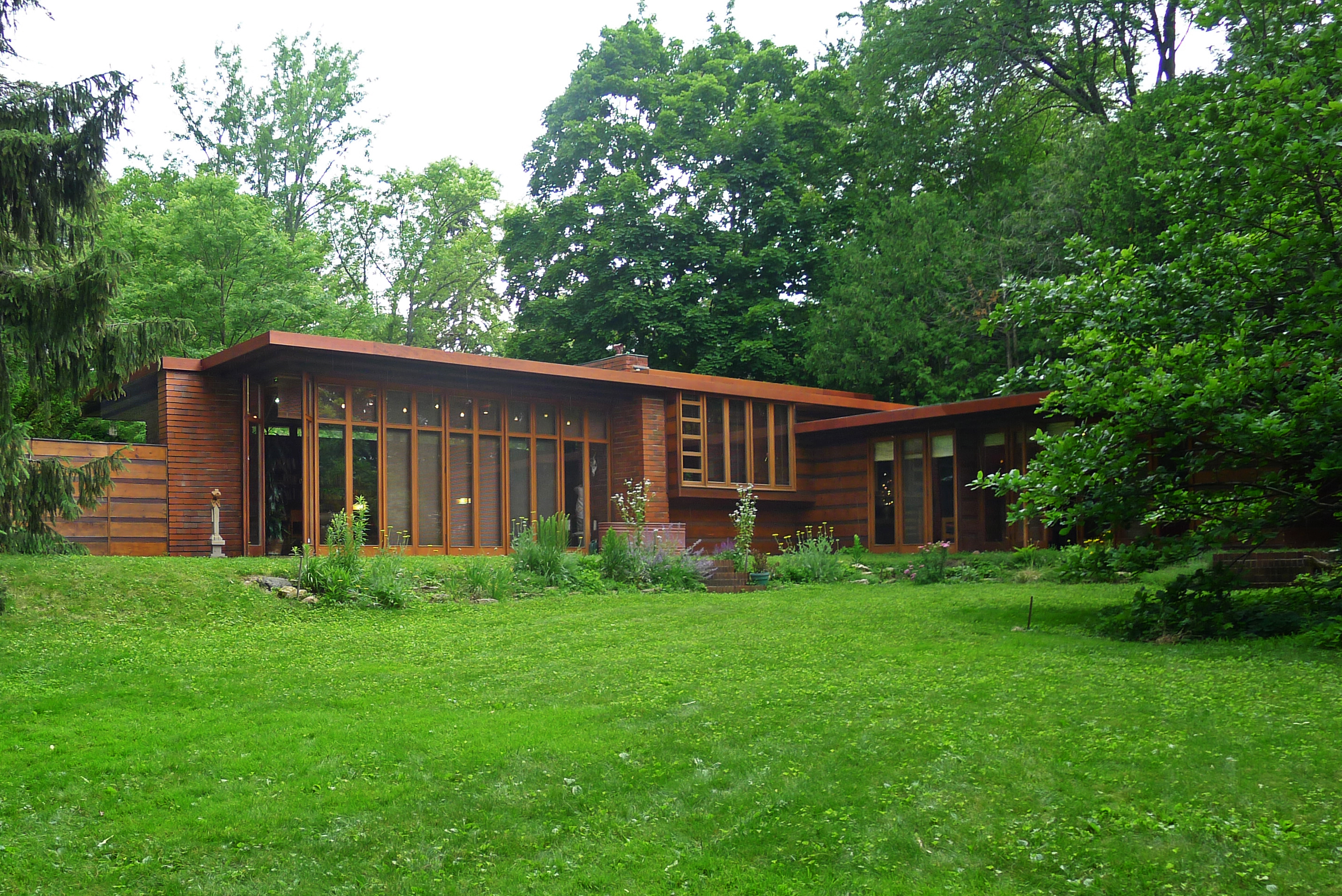
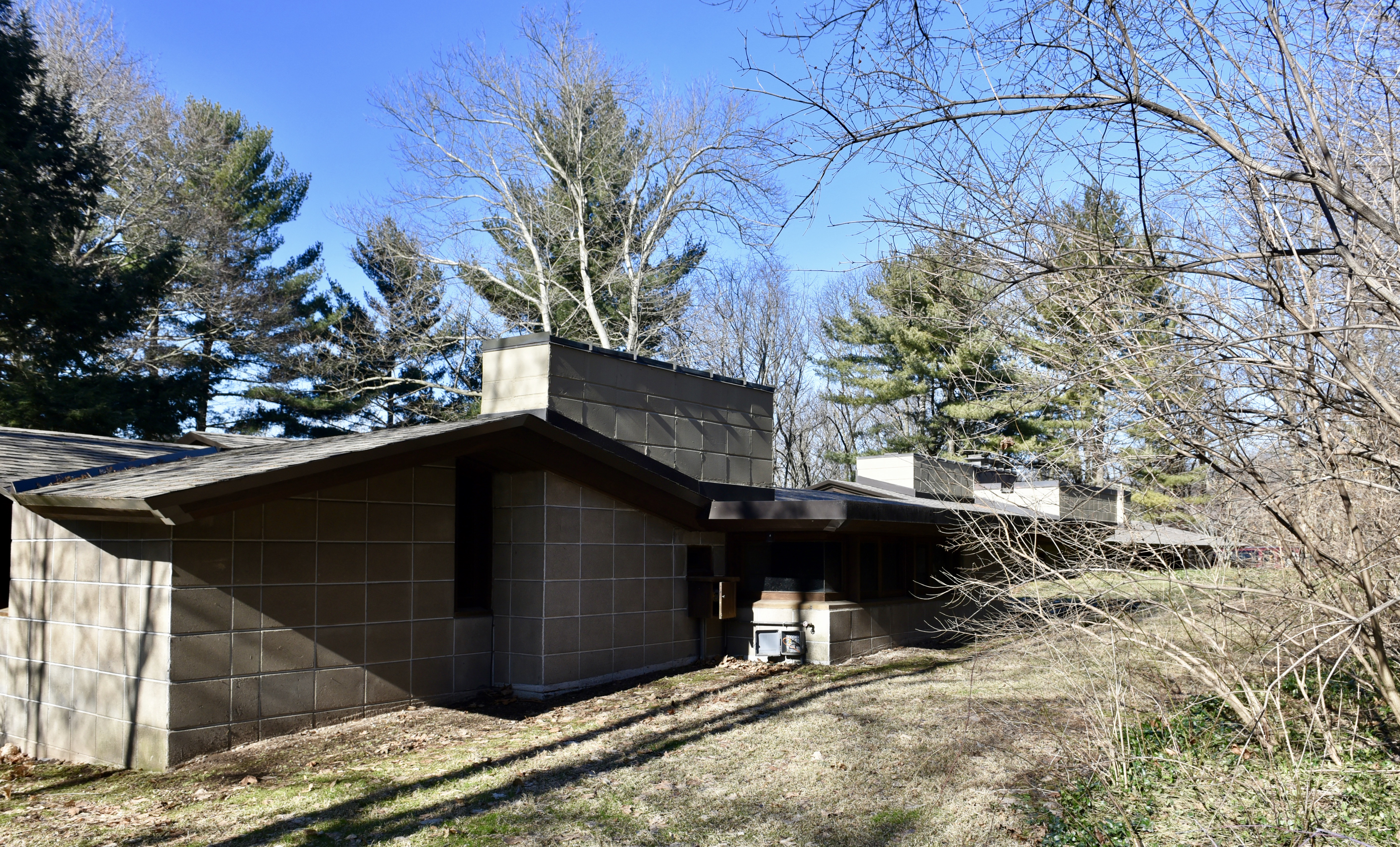
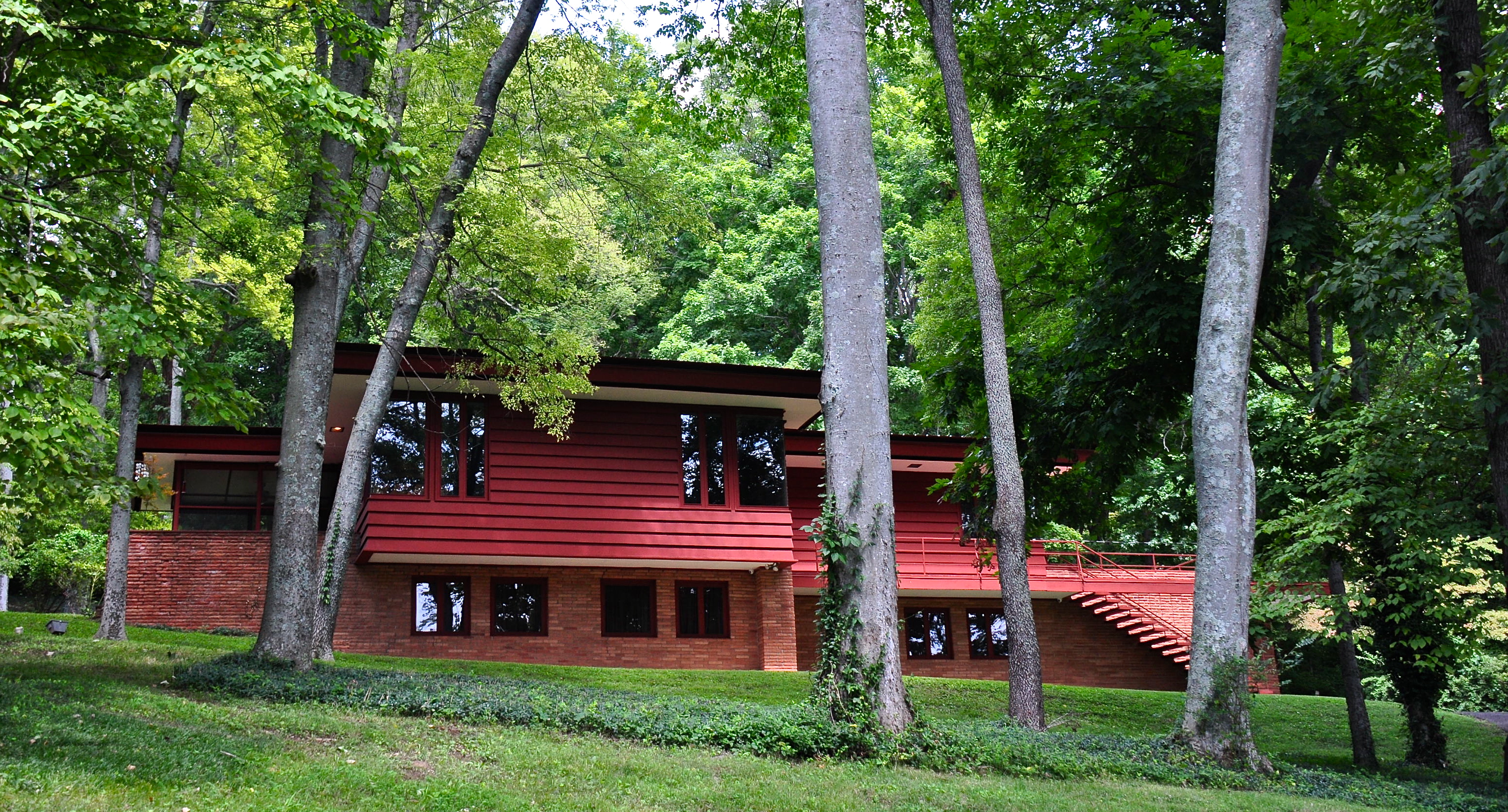
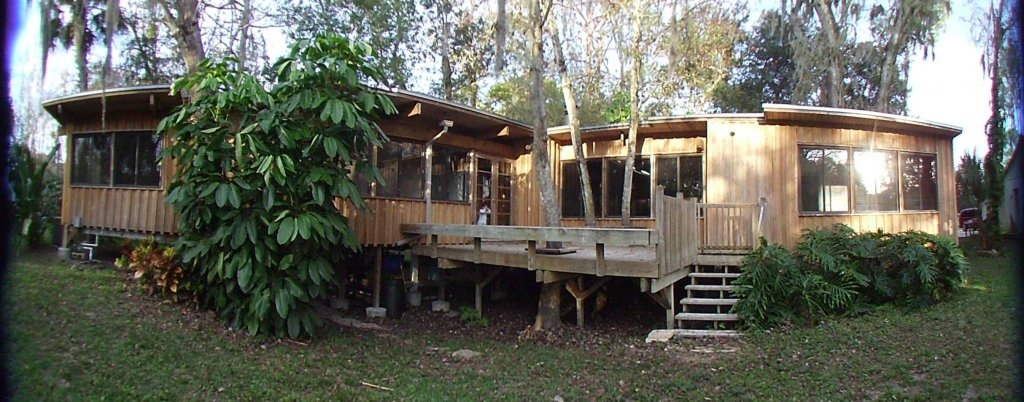
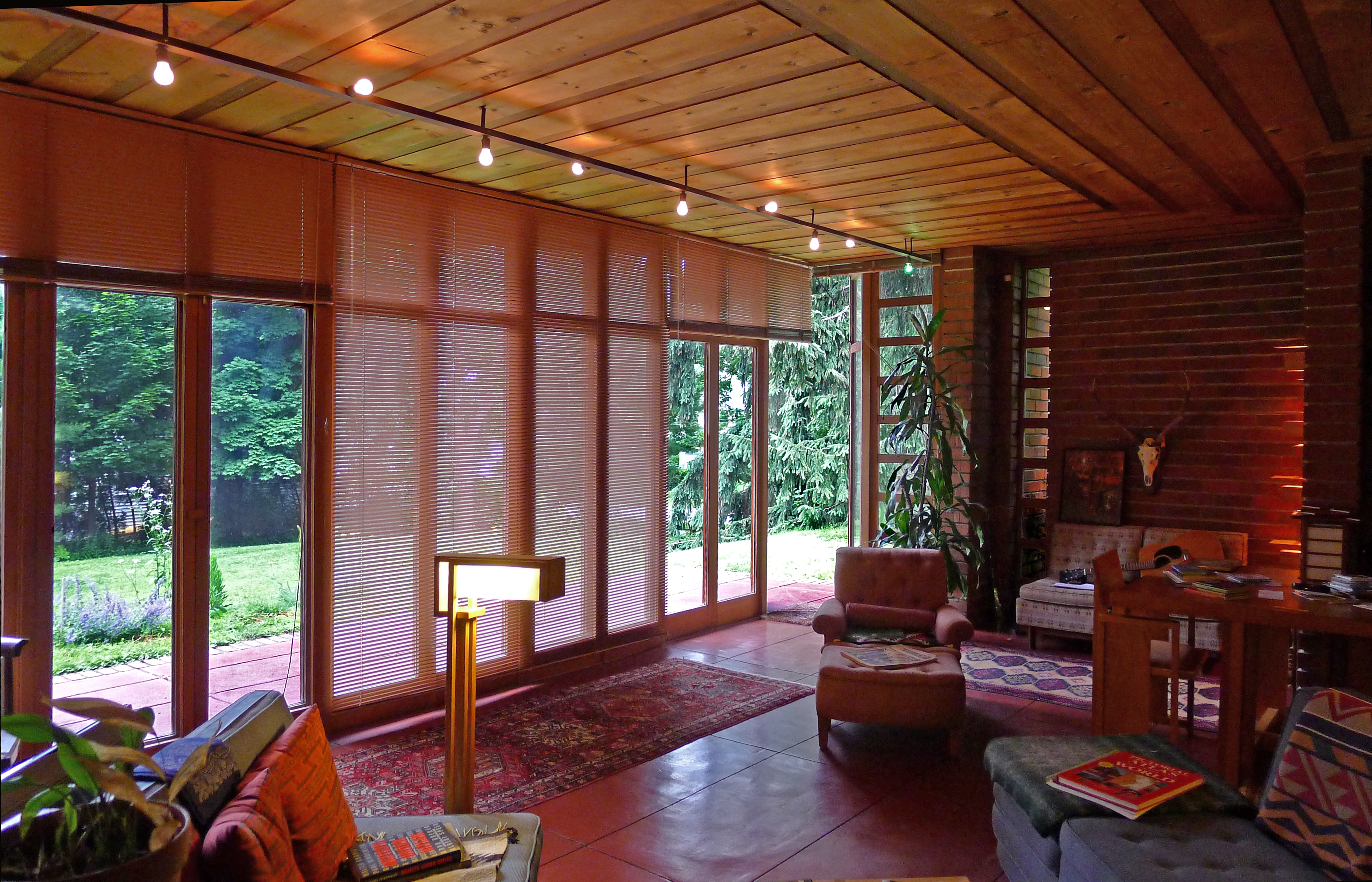
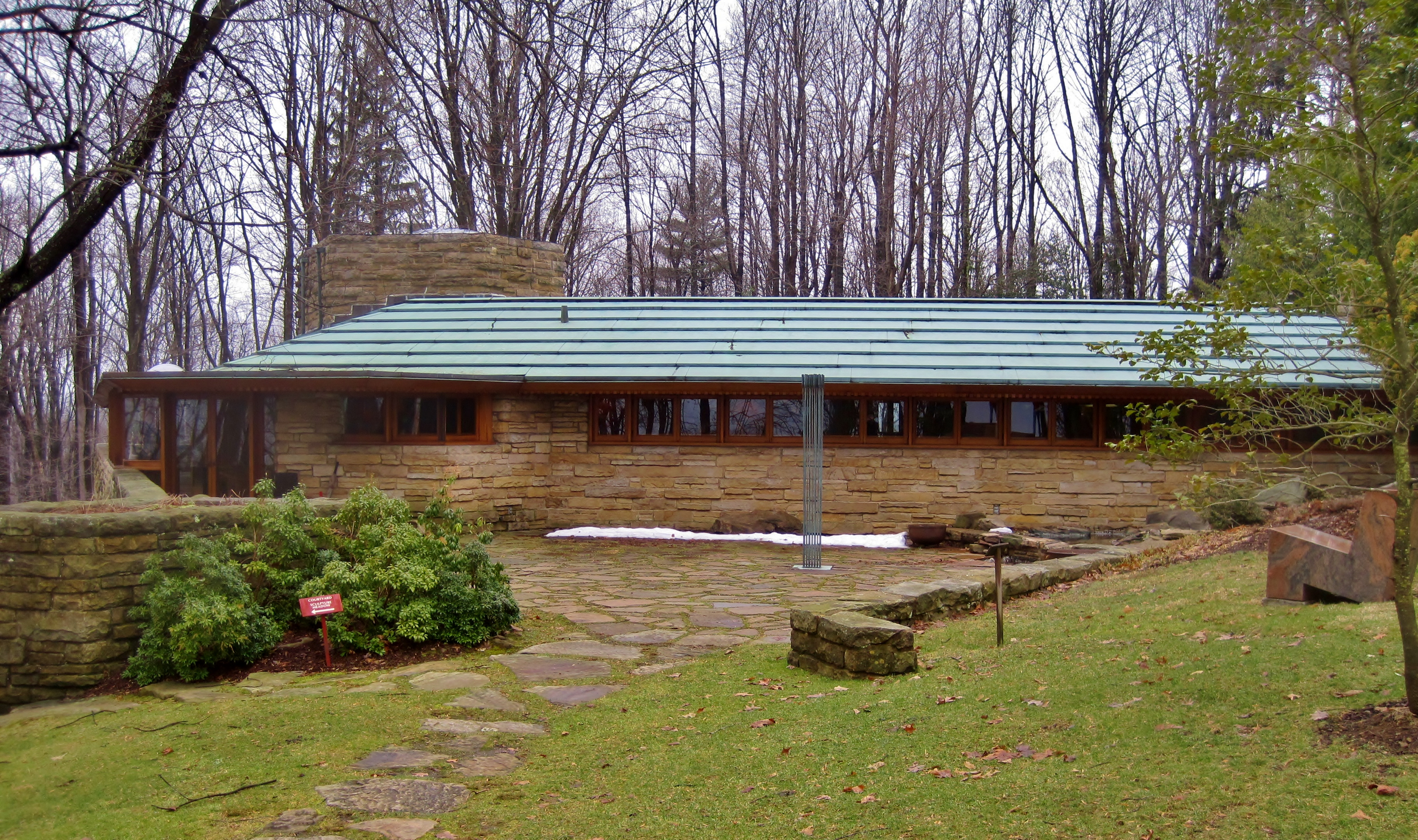